# Boeing 777
El Boeing 777 es un avión comercial a reacción bimotor de largo alcance y fuselaje ancho fabricado por la compañía estadounidense Boeing Commercial Airplanes. Es conocido frecuentemente como «Triple Siete».
Tiene capacidad para transportar más de 500 pasajeros y un alcance desde 9695 hasta 17 370 km, dependiendo del modelo. Algunos de los rasgos más distintivos del 777 son que incorpora los motores turbofan de mayor diámetro, tiene un juego de seis ruedas en cada tren de aterrizaje principal, su fuselaje tiene una sección transversal de forma perfectamente circular, el acusado «cuello» posterior a la cabina de mando y la terminación de la cola en forma de cuchilla. Desarrollado en colaboración con ocho grandes aerolíneas, fue diseñado con la finalidad de reemplazar aviones comerciales de fuselaje ancho más antiguos y cubrir la diferencia de capacidad y alcance existente entre el 767 y 747. Fue el primer avión comercial de Boeing con sistema de control fly-by-wire, por tanto con mandos de vuelo controlados por computadora.
El Boeing 777 se fabrica con dos longitudes de fuselaje distintas. El modelo 777-200 original entró en servicio en 1995, seguido de la versión de alcance extendido 777-200ER que lo hizo en 1997; el modelo alargado 777-300, que es 10,1 m más largo, entró en servicio en 1998. Las variantes de mayor alcance 777-300ER y 777-200LR entraron en servicio en 2004 y 2006, respectivamente, mientras que la versión de carga, el 777F, debutó en 2009. Tanto las versiones de mayor alcance como la de carga incorporan motores General Electric GE90, así como puntas alares inclinadas y de mayor tamaño. Los demás modelos están equipados con motores GE90, o Pratt & Whitney PW4000, o bien Rolls-Royce Trent 800. El 777-200LR es el avión comercial de mayor alcance que existe en el mundo y posee el récord de la mayor distancia recorrida sin escalas en la categoría de aeronaves comerciales, con la capacidad demostrada para volar más de media vuelta alrededor del mundo.
La aerolínea United Airlines fue la primera en colocar al 777 en servicio comercial, en 1995. Hasta julio de 2017, 60 clientes habían pedido 1939 unidades de este avión incluyendo todas las variantes, con 1507 de ellos ya entregados. La variante más usada es el 777-300ER, con 748 unidades entregadas, siendo Emirates la mayor operadora del Boeing 777, con 166 aviones de todas las versiones a mediados de enero de 2017. Hasta octubre de 2016, el Boeing 777 ha sufrido doce incidentes de aviación, incluyendo seis accidentes en los que el avión resultó destruido, el vuelo 214 de Asiana Airlines en julio de 2013 fue su primer accidente fatal en 18 años de servicio comercial.

## Desarrollo

### Antecedentes
En los años 1970, el Boeing 747, el McDonnell Douglas DC-10, el Lockheed L-1011 TriStar y el Airbus A300 se convirtieron en la primera generación de aviones de pasajeros construidos con el fuselaje ancho en entrar en servicio. En 1978, Boeing desarrolló nuevos modelos: el bimotor 757 para reemplazar al venerable 727, el 767, con el mismo número de motores que el anterior, para competir con el A300, y un 777 con 3 reactores concebido para competir con el DC-10 y el L-1011. Tanto el 757 como el 767, dirigieron a Boeing al éxito en el mercado con los aviones de tamaño mediano, debido en parte a que en 1980 ETOPS dio la posibilidad de realización de operaciones transoceánicas con bimotores. Bajo estas reglas, las aerolíneas comenzaron a operar con el 767 las rutas de larga distancia que no requerían aviones de gran capacidad de pasajeros. Más tarde, el 777 trimotor fue abandonado debido a que, según estudios de mercado, favorecían a las variantes 757 y 767. Boeing se quedó con un notable hueco en su catálogo entre el 767-300ER y el 747-400.
Ya a finales de la década de 1980, los modelos DC-10 y L-1011, iban acercándose al fin de su vida comercial por parte de las aerolíneas, lo que obligaba a los fabricantes a desarrollar nuevos diseños en su sustitución. McDonnell Douglas estaba trabajando en el MD-11, una versión mejorada y ampliada del DC-10, mientras que Airbus estaba desarrollando el A330 y el A340. En 1986, Boeing dio a conocer las propuestas para una versión de mayor capacidad del 767, denominada inicialmente como 767-X, destinada a reemplazar la primera generación de aviones fuselaje ancho y a rellenar el hueco existente entre los 767 y 747 en el catálogo de la compañía. La propuesta inicial contó con un fuselaje más largo y con mayor capacidad que el del 767 existente y alas de mayor envergadura dotadas de winglets. Posteriormente, prevé la ampliación del fuselaje, pero conservó la plataforma existente del 767, la cabina, y otros elementos menores.
Las aerolíneas habituales de Boeing, no quedaron muy satisfechas con las propuestas del 767-X, ya que esperaban un fuselaje más ancho, una configuración de pasajeros flexible, una capacidad de corto alcance intercontinental y un costo más bajo que otro 767. Los requisitos para la posesión de estos aviones para las aerolíneas se habían convertido en cada vez más específicos, agregando la intensificación de la competencia entre los fabricantes de aviones. Entonces, en 1988, Boeing se dio cuenta de que la única solución al problema fue un nuevo diseño, que se convertiría en el bimotor 777. La empresa optó por los dos motores de configuración que se usaron para determinados modelos de diseño del pasado y así conseguir beneficios a través de un costo reducido. El 8 de diciembre de 1989, Boeing comenzó a publicar las ofertas para las aerolíneas del 777.

### Fase de diseño

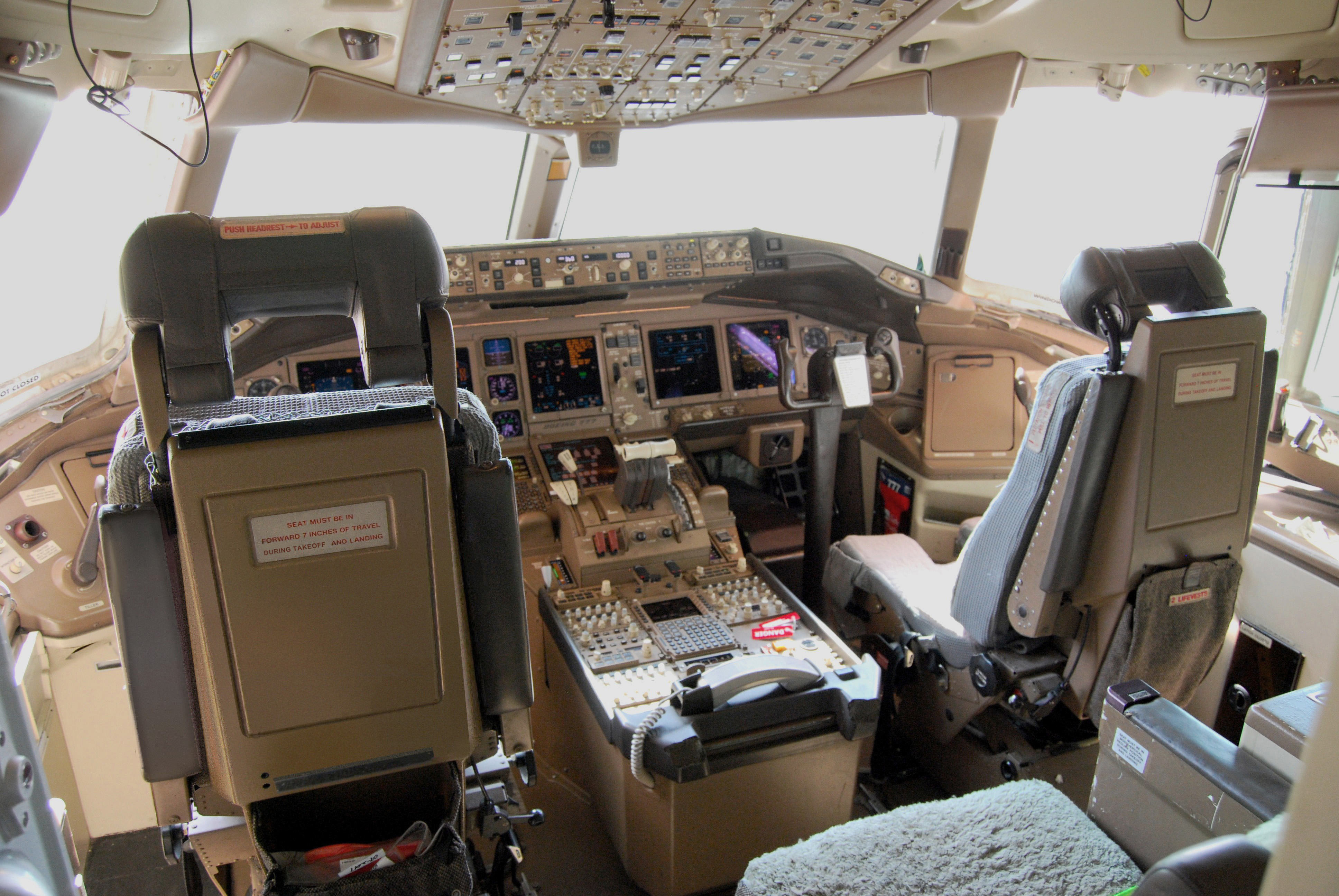
Cabina de un 777-200ER de American Airlines en el que se puede apreciar la Cabina de cristal.

A mediados de los 80, Boeing produjo propuestas por un 767 aumentado, apodado el «767-X». El 767-X tuvo un fuselaje más largo y alas con mayor envergadura que el 767 actual, y dio cabida a 340 pasajeros con un alcance máximo de 7300 nmi (13.500 km). Las aerolíneas no se impresionaron con el 767-X. Querían alcance corto combinado con alcance intercontinental, una cabina más amplia, configurable con mayor flexibilidad, y un coste operativo más bajo que cualquier 767 estirado. Para 1988 Boeing se dio cuenta de que la única respuesta era un diseño nuevo, el 777 bimotor.
El proceso de diseño del 777 fue diferente que el de otras aeronaves Boeing precedentes. Por vez primera ocho de las principales líneas aéreas (United, American, Delta, ANA, BA, JAL, Qantas, y Cathay Pacific) participaron en el desarrollo de la aeronave en pro de un nuevo pacto (Trabajando juntos) empleado por el “proyecto 777”. De las 8 aerolíneas que participaron en el diseño del Boeing 777, la única que no los posee en la flota es Qantas.
En la primera reunión “Trabajando juntos” en enero de 1990, una encuesta de 23 páginas fue distribuida a las líneas aéreas, preguntándoles que era lo que buscaban en el nuevo diseño. Ya para marzo de 1990 se había destinado para el 767-X: una sección transversal de la cabina próxima a la del 747, 325 pasajeros, controles fly-by-wire, una «cabina de cristal» (instrumentos reproducidos por pantallas de computadora), interior flexible, y un coste un 10 % mejor, calculado en una base de «coste por asiento por milla» sobre los costes de los A330 y MD-11. La característica ETOPS también fue una prioridad principal para United.
El programa de United de restauración de su flota envejecida de L-1011 y DC-10 hizo un enfoque principal en los diseños de Boeing. La nueva aeronave necesitaba la habilidad de volar tres rutas principales: Chicago a Hawái, Chicago a Europa y sin escala desde el "alto y caliente" Denver a Hawái. El 15 de octubre de 1990 United Airlines se convirtió en el primer cliente cuando realizó un pedido por 22 de los 777 propulsados por reactores Pratt & Whitney, con opciones por unos adicionales 38.

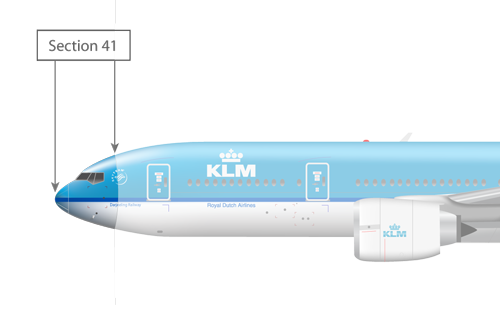
Sección 41 en un Boeing 777. Este es la única sección principal compartida con el 767.

La producción de la primera aeronave comenzó en enero de 1993 en la fábrica Boeing de Everett, cercano a Seattle (Washington). En el mismo mes el B767-X finalmente fue rebautizado el “B777”, y un equipo de desarrolladores de United se unieron con los equipos de las otras líneas aéreas, junto al equipo Boeing en la citada fábrica. Divididos en 240 equipos de diseño de hasta 40 miembros cada uno, trabajando en componentes individuales de la aeronave, se solucionaron casi 1500 cuestiones claves del diseño.
El 777 fue la primera aeronave diseñada casi en su totalidad en computadora. Todo fue creado con un sistema de diseño asistido por computadora CAD (Computer-aided design), un sistema conocido por sus siglas CATIA, creado por Dassault Systèmes (que también fuera fue empleado para el A310). Todo esto hizo posible armar el 777 virtualmente, en un simulacro para buscar obstáculos y para verificar los encastres e interacciones entre los miles de partes antes de que se fabricara el primer prototipo físico.

Boeing no se convenció completamente de las habilidades de este programa, y construyó un prototipo de una sección del fuselaje Sección del fuselaje Boeing Nº 41 (sección de la nariz) para comprobar los resultados. Fue tan exitoso que la totalidad de los prototipos contemplados fueron suspendidos.

### Entrada al servicio

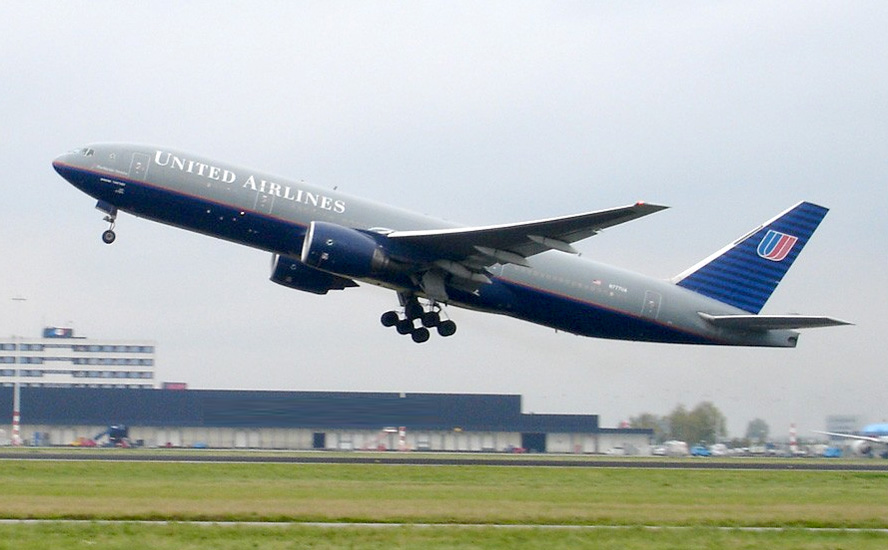
El primer Boeing 777-200 en servicio comercial a United Airlines. En esta foto se le puede ver despegando.

Boeing entregó el primer 777 a la aerolínea estadounidense United Airlines el 15 de mayo de 1995. La FAA recibió la llamada «Autorización ETOPS de 180 minutos» (ETOPS-180) para el uso del motor Pratt & Whitney PW4084 el 30 de mayo de 1995, por lo que es el primer modelo en llevar una calificación ETOPS-180 en su entrada en servicio. Poco después, en octubre de ese mismo año, se aprobó la «Autorización ETOPS de 207 minutos». El primer vuelo comercial de esta aeronave tuvo lugar el 7 de junio de 1995 desde el Aeropuerto de Londres-Heathrow, en la ciudad homónima al Aeropuerto Internacional de Dulles en Washington D. C.
El 12 de noviembre de 1995, Boeing entregó el primer modelo con motores General Electric GE90-77B a British Airways, y esta lo puso al servicio 5 días después de dicha entrega. El servicio inicial del avión se vio afectado por un problema en la caja de cambios, debido al desgaste de los rodamientos, lo que provocó la retirada del 777 del servicio transatlántico en 1997. El avión regresó a este tipo de servicio ese mismo año y General Electric anunció posteriormente mejoras en el motor.
El 31 de marzo de 1996, el primer motor Rolls-Royce Trent 877 se entregó a Thai Airways International, principal compañía de Tailandia, para que el avión tuviese los tres motores que tenía antes. Cada combinación entre los motores de los aviones, había conseguido la certificación ETOPS-180 desde su entrada al servicio. En junio de 1997, se ordenaron la compra de 323 aeronaves 777 para 25 aerolíneas, incluyendo que algunos clientes de lanzamiento satisfechos habían ordenado más aviones de nuevo. Debido al rendimiento del modelo para las operaciones de largo alcance, las órdenes para la compra del avión se fueron multiplicando.

### Producción
El Boeing 777 incluye una cantidad sustancial de proveedores internacionales, excedido solo por el Boeing 787. Esos proveedores internacionales incluyen a Mitsubishi Heavy Industries y Kawasaki Heavy Industries (para los paneles de fuselaje), Fuji Heavy Industries, Ltd. (ala, sección central), Hawker De Havilland (elevadores), ASTA (estabilizador vertical) e Ilyushin (diseño conjunto de los compartimentos de equipaje).
El primer B777, N° WA001, fue presentado el 9 de abril de 1994 por una serie de 15 ceremonias durante el día que tuvieron 100.000 invitados. El primer vuelo se realizó el 14 de junio de 1994, pilotado por el jefe de pruebas John E. Cashman, estrenando un programa de prueba de vuelo de 11 meses; un programa más exhaustivo jamás visto con otros modelos Boeing.
El 15 de mayo de 1995 Boeing le entregó la primera aeronave, N° WA006, a United. El 30 de mayo, la Administración Federal de Aviación (FAA) aprobó un aval de 180 minutos ETOPS de tipo “ETOPS-180” a los 777-200 con motores PW4074, dando el hito a estas aeronaves de ser las primeras en llevar una aprobación ETOPS-180 a su entrada en servicio, seguido por la aprobación para los motores General Electric GE90 del 3 de octubre de 1996, y con los Rolls-Royce Trent 800 sel 10 de octubre de 1996. 

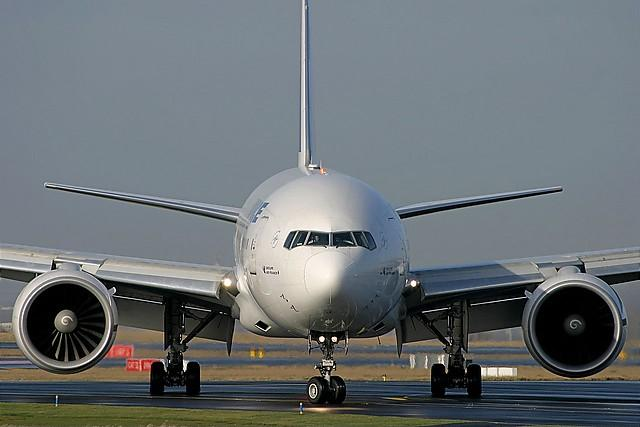
Boeing 777-200ER de la compañía Air France.

El primer vuelo comercial de un B777 tuvo lugar el 7 de junio de 1995 desde el Aeropuerto de Londres-Heathrow al Aeropuerto Internacional Washington-Dulles. El desarrollo, las pruebas y la entrega del B777 fue documentado en una serie televisiva, El Avión del Siglo XXI: La Construcción del 777.
Debido a altos costes del petróleo, las líneas aéreas comenzaron a ver el Boeing 777 como una alternativa de eficiencia de combustible comparado con otros reactores de fuselaje ancho. Los modernos motores con incidentes de fallo extremadamente bajos, (debido a la certificación ETOPS) y potencia aumentada, los modelos de aviones de cuatro motores ya no eran necesarios, excepto en el caso de aeronaves muy grandes como el Airbus A380 o el Boeing 747.
Actualmente, la aerolínea Emirates es la operadora de los Boeing 777 más grande con 91 unidades en servicio, 69 de ellos de la configuración 777-300 o 777-300ER. Es seguido de cerca por la aerolínea United Airlines (incluyendo las unidades que eran de Continental Airlines) con 74 Boeing 777 activos.

### Programa 777X
En septiembre de 2011, Boeing dio a conocer más detalles de las tres nuevas versiones del B777 que estaba desarrollando, refiriéndose al programa como “777X” y designando a cada una de las versiones como 777-8X y 777-9X. El 777-9X contaría en un principio con unos estabilizadores horizontales más amplios en comparación con el 777-300ER y un fuselaje alargado en comparación a esta última versión en 7 pies (2,1 m) alcanzando una longitud de 76.5 metros para albergar hasta 407 pasajeros. La longitud del 777-9X sobrepasaría los 76.3 metros del 747-8, actualmente el avión más largo en producción. La superficie alar se incrementaba desde los actuales 64.8 metros a 71.3 metros, además de la incorporación de polímeros reforzados de fibra de carbono para este modelo de avión. Además, en los planes iniciales se contemplaba también el descenso del peso desde los actuales 775 000 lb (351 533,8 kg) hasta aproximadamente 759 000 lb (344 276,3 kg) para la versión -9X. Boeing también estudiaba una versión para reemplazar la versión 777-200LR, el modelo en construcción con mayor rango de alcance, con un modelo llamado 777-8LX que compartiría la misma capacidad de combustible y peso al despegue. Su rango sería de 9480NM (17560 km) comparado con las 9395NM (17.400 km) de la actual versión -200LR, y su longitud de fuselaje sería de 228,17 pies (69,5 m).
Las estimaciones preliminares de Boeing estimaban que la primera de las versiones no entraría en servicio hasta 2019.
En febrero de 2012, General Electric anunció el desarrollo de estudios de un motor más pequeño en tamaño que los comercializados en esos momentos por el fabricante, denominados GE9X, que en principio serían destinados para los 777X. Tendrían el mismo diámetro que los GE90-115B (325,1 cm) y un menor empuje hasta las 99.500 libras por motor para los –9X y –8LX. Rolls-Royce y Pratt & Whitney también habían desarrollado planes para motorizar el 777X, incluyendo el proyecto RB3025, basado en los motores Trent 1000 y Trent XWB,
y una adaptación del motor PW1000G para entregar hasta 100.000 libras de empuje. A pesar de las propuestas de los otros fabricantes de motores, en marzo de 2013 el motor GE9X de General Electric GE9X fue el motor seleccionado en exclusive por Boeing para los 777X. GE recientemente ha actualizado las especificaciones del GE9X para acallar las voces críticas que indicaban que el motor estaba por debajo de las características que el proyecto 777X necesitaba. Los cambios de diseño incluyen un ligero aumento de empuje hasta las 105.000 libras por motor y un nuevo fan con diámetro de 132 plg (335,3 cm), siendo el motor con mayor fan que General Electric haya diseñado hasta el momento.
En agosto de 2012, el diario 'Seattle Times' informaba que Boeing habría ralentizado los planes de desarrollo del 777X, pero todavía mantenía en su hoja de ruta la entrada en servicio de la primera variante del avión en 2019. La directiva de Boeing dio permiso formal a sus comerciales en mayo de 2013 para ofrecer cualquiera de las dos variantes a los posibles clientes del avión. El 19 de septiembre de 2013, el consejo de administración de Lufthansa dio luz verde al plan de hacerse con 34 Boeing 777-9X para reemplazar los 747-400s que tiene en su flota, siendo así el primer cliente oficial del programa y el cliente de lanzamiento. En octubre de 2013, Boeing anunció que sus instalaciones de Charleston, Huntsville, Long Beach, Filadelfia y St. Louis además de sus instalaciones de Moscú darían soporte al programa en cuestiones de diseño y fabricación para reforzar el lanzamiento del programa.
El lanzamiento oficial del Boeing 777X se produjo en el Dubai Airshow en noviembre de 2013, anunciando un total de 259 órdenes por un valor aproximado de más de 95.000 millones de dólares. De acuerdo a la información proporcionada por Boeing, este es el mayor programa de lanzamiento de un nuevo avión comercial por valor en millones de dólares.
El programa 777X está compuesto finalmente de forma oficial por dos versiones: el 777-9X, con mayor longitud que el actual 777-300ER, y el 777-8X, con una longitud casi similar al 777-300ER pero con un rango de alcance superior. Además de los 34 aviones del pedido de Lufthansa a finales de 2013, Boeing ha recibido cuantiosos pedidos de ambas versiones en el último Dubai Airshow: 150 aviones por parte de Emirates, 25 aviones para Etihad Airways y 50 aviones por parte de Qatar Airways. En diciembre de 2013 Cathay Pacific oficializó el pedido de 21 777-9X con entregas programadas entre 2021 y 2024.
La última aerolínea que confirmó una compra del nuevo 777X fue la japonesa All Nippon Airways, con un pedido mixto de 20 aviones de la versión 777-9 para renovar toda su flota de largo alcance y abrir su mercado externo.

## Diseño

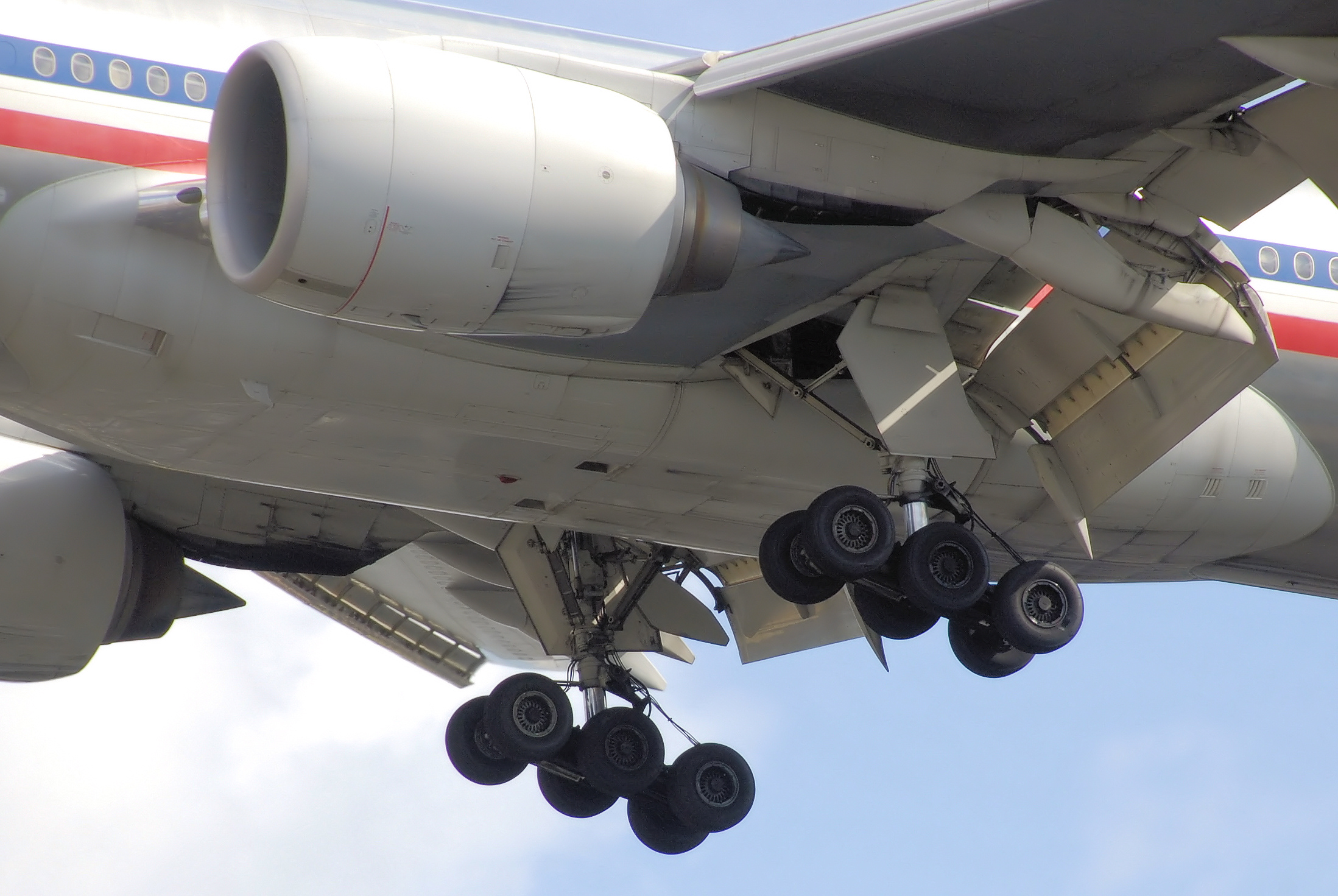
Un Boeing 777-200ER de American Airlines con flaps y slats extendidos.

Boeing ha introducido una serie de tecnologías avanzadas en el diseño del 777, incluyendo un sistema de control de vuelo fly-by-wire completamente digital, aviónica totalmente configurable por software, cabina de cristal con pantallas LCD de visualización de datos de la firma Honeywell y, por primera vez en un avión comercial, conexiones de fibra óptica entre los equipos de aviónica. La empresa fabricante utilizó en este modelo trabajo hecho en el Boeing 7J7, un avión regional cancelado que utilizaba tecnologías similares a las escogidas para el 777. En 2003, Boeing comenzó a ofrecer la opción de instalar en la cabina de vuelo pantallas para el sistema EFB (bolsa de vuelo electrónica), un dispositivo de gestión de información electrónico que ayuda a los tripulantes a realizar las tareas de gestión del vuelo reduciendo, o sustituyendo, el uso del material de referencia en papel que el piloto suele llevar en su bolsa de vuelo.

### Fly-by-wire
El 777 fue el primer avión comercial diseñado por Boeing con sistema de control de vuelo fly-by-wire, sin embargo, el fabricante estadounidense ha decidido mantener en este modelo las columnas de control convencionales en lugar de cambiar a las palancas de control laterales que se usan en muchos aviones comerciales de Airbus y en muchos aviones de combate con este sistema de control electrónico. Junto con los semivolantes y controles del timón tradicionales, la cabina de vuelo cuenta con un diseño simplificado que conserva similitudes con los anteriores modelos de la compañía. El sistema fly-by-wire también incorpora tecnología de protección de vuelo, un sistema que guía las órdenes del piloto dentro de un marco de parámetros de funcionamiento calculados por ordenador, actuando para prevenir pérdidas y maniobras demasiado estresantes. Este sistema puede ser parado por el piloto al mando si lo considera necesario.

### Estructura y sistemas

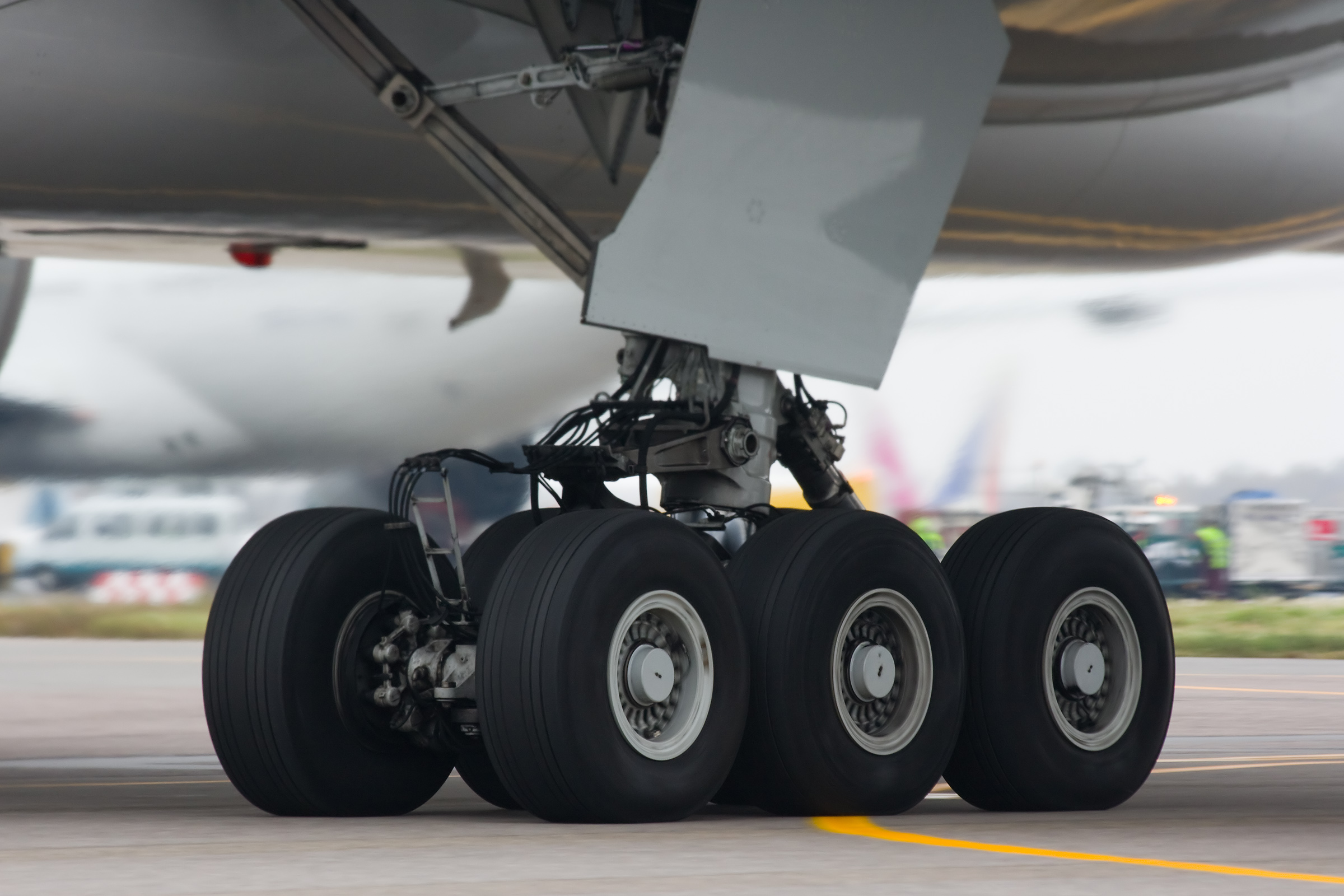
Tren de aterrizaje principal de seis ruedas de un Boeing 777-300.

Las alas del 777 presentan un diseño de perfil supercrítico con flecha positiva de 31,6 grados y optimizadas para volar a una velocidad de crucero de Mach 0,83 (valor incrementado a Mach 0,84 tras las pruebas de vuelo). Las alas fueron diseñadas con mayor grosor y envergadura que las de aviones comerciales anteriores, dando como resultado que el avión tenga más carga útil, un mayor alcance, un mejor rendimiento en el despegue y una altitud de crucero más alta. Cuando el modelo fue lanzado al mercado se ofreció con puntas alares plegables opcionales, para poder operar en aeropuertos de dimensiones reducidas, pero ninguna aerolínea eligió esta opción. Las alas también sirven como depósitos de combustible, pudiendo almacenar en ellas hasta 181.300 litros de combustible en las versiones de mayor alcance. Esta cantidad de combustible permite al 777-200LR operar en rutas transpolares de ultra-larga distancia, como la de Toronto a Hong Kong, y es la misma cantidad que teóricamente permitiría a un Honda Civic dar la vuelta al ecuador aproximadamente 84 veces.
La estructura del avión hace uso de materiales compuestos, los cuales comprenden un nueve por ciento de su peso estructural original. Entre los elementos del avión fabricados con materiales compuestos se incluyen el suelo de la cabina y el timón de dirección. La sección del fuselaje principal es circular, y se estrecha hacia atrás hacia un cono de cola con forma de cuchilla que aloja la unidad de energía auxiliar. El 777 cuenta con el tren de aterrizaje de mayores dimensiones y los neumáticos más grandes que se han usado en un avión comercial de reacción. Cada neumático del tren de aterrizaje de seis ruedas de un 777-300ER puede soportar un peso de 26.980 kg, más que los neumáticos montados en aviones comerciales incluso más pesados, como el 747-400. Dispone de sistemas hidráulicos de triple redundancia de los que solo se requiere uno de ellos para aterrizar. También cuenta con una turbina de aire de impacto en el carenado de la raíz alar.

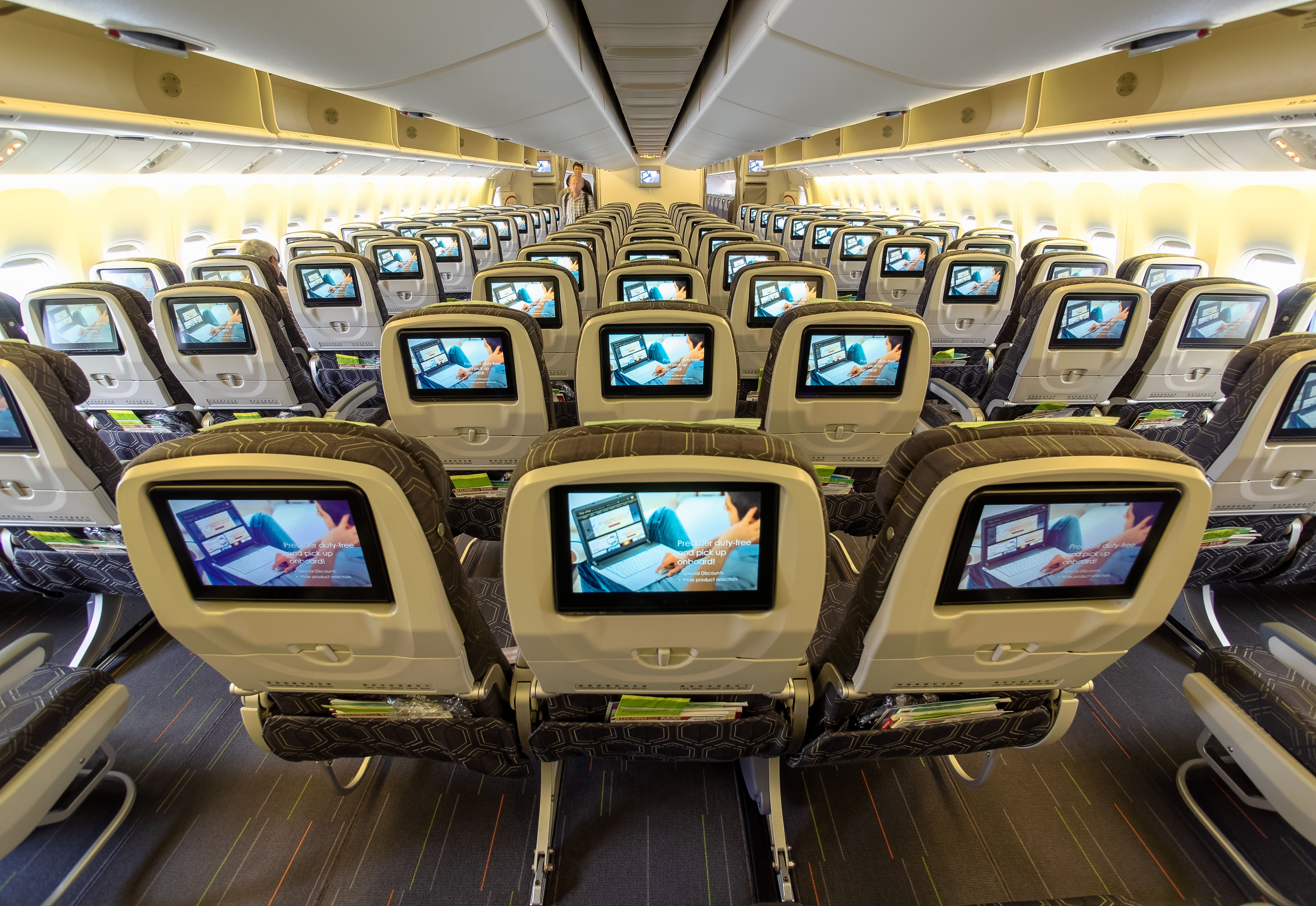
Amplia clase económica 3-3-3 presente en ciertos 777 de aerolíneas como EVA Air. El fuselaje es más ancho que el de un Airbus A350.

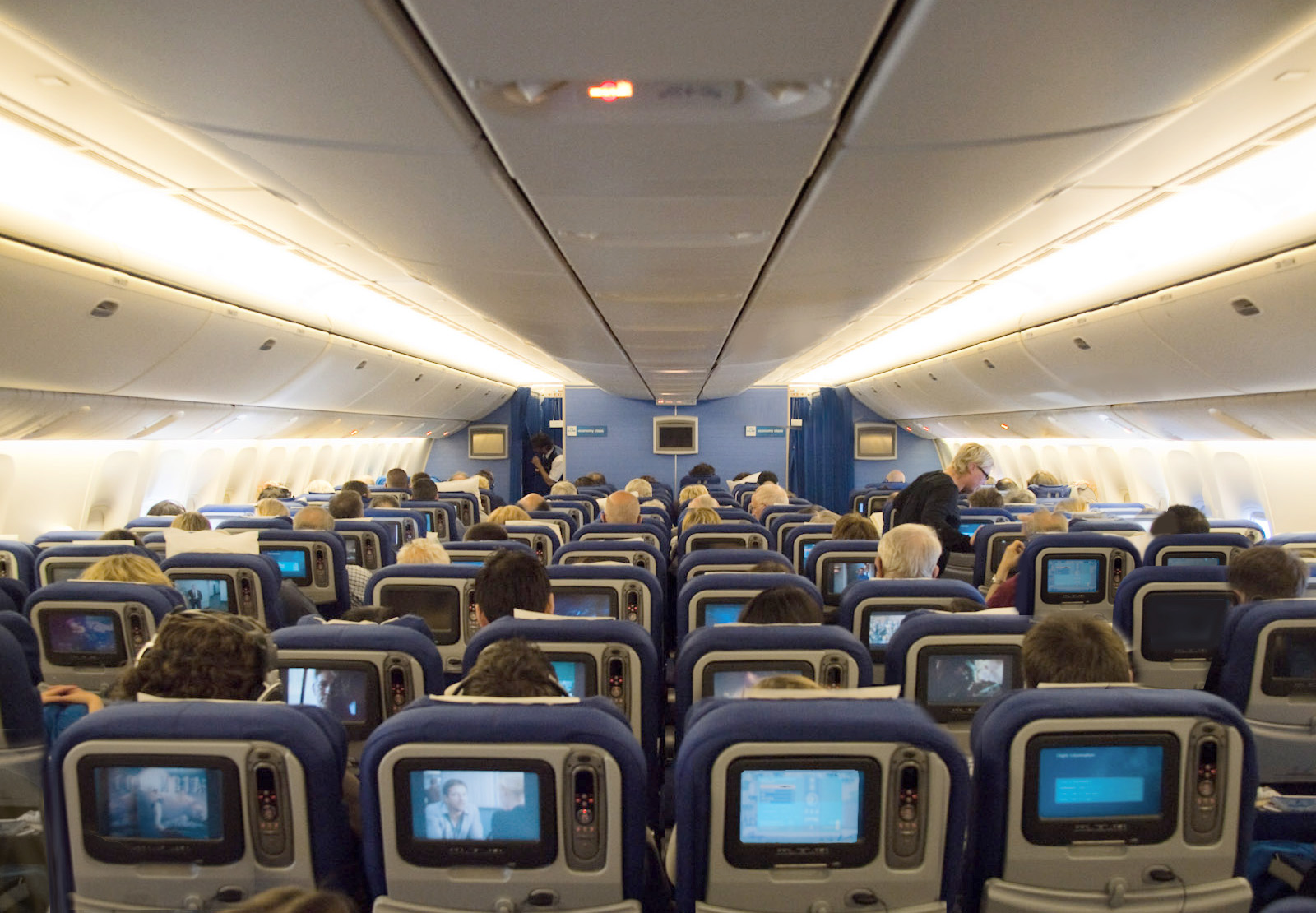
Configuración ahora habitual de cabina económica estrecha de alta densidad 3-4-3 del 777 (ejemplo KLM). Fuselaje más angosto que un 747.

### Interior
El interior del 777, también conocido como el Boeing Signature Interior, cuenta con paneles curvos, compartimentos más grandes para el equipaje de mano, e iluminación indirecta. La configuración de asientos en primera clase son de seis asientos por fila, mientras que en la clase económica son de 10. Hasta la creación del Boeing 787, tenía las ventanas más grandes en un avión comercial, con unas dimensiones de 15 pulgadas (380 mm) por 10 pulgadas (250 mm). La cabina dispone de zonas de flexibilidad, para la colocación deliberada de agua, dispositivos eléctricos, neumáticos y otras conexiones en todo el espacio interior, permitiendo a las aerolíneas el movimiento de los asientos, las cocinas y baños con rapidez cuando ajustan el espacio de cabina a sus necesidades. Además, varios aviones han sido equipados con interiores para la comodidad de pasajeros vip durante el despegue y el aterrizaje pero en desuso durante el vuelo. También cabe destacar que los ingenieros de Boeing han diseñado un nuevo asiento de inodoro con amortiguación hidráulica para que la tapa se cierre lentamente una vez terminado de utilizar.
En 2003, Boeing estableció las salas de descanso para la tripulación sobre la sala de control como una opción para este modelo. Situado por encima de la cabina principal y conectado a través de escaleras, el resto del personal de vuelo tiene a su disposición en la parte delantera dos asientos y dos literas, y en la parte trasera disponen de literas múltiples. La parte interior, ha sido adaptada para otros aviones Boeing tanto de fuselaje ancho, como de fuselaje estrecho, incluyendo los modelos 737NG, 747-400, 757-300, y el nuevo modelo de 767: el 767-400ER.
El 7 de julio de 2011, se informó de que Boeing estaba considerando la posibilidad de cambiar la parte interior en el 777, para ser sustituido por un nuevo interior similar al del 787, como parte de un movimiento para la instalación de una cabina común para todas las plataformas de Boeing.

## Componentes del 777
Estados Unidos -  Reino Unido

### Electrónica
| Sistema                                                                | País                      | Fabricante           | Notas                                                                   |
| ---------------------------------------------------------------------- | ------------------------- | -------------------- | ----------------------------------------------------------------------- |
| Lenguaje de programación                                               |                           |                      | Ada (PFCs: mismos programas, métodos formales, diferentes compiladores) |
| Red de datos                                                           |                           |                      | ARINC 629                                                               |
| Computadora de vuelo primaria 1 (PFC1, original)                       | Bandera del Reino Unido   | GEC-Marconi          | 1                                                                       |
| CPU de la PFC1 original                                                | Bandera de Estados Unidos | AMD                  | 29050                                                                   |
| Computadora de vuelo primaria 2 (PFC2, original)                       | Bandera del Reino Unido   | GEC-Marconi          | 1                                                                       |
| CPU de la PFC2 original                                                | Bandera de Estados Unidos | Motorola             | 68040                                                                   |
| Computadora de vuelo primaria 3 (PFC3, original)                       | Bandera del Reino Unido   | GEC-Marconi          | 1                                                                       |
| CPU de la PFC3 original                                                | Bandera de Estados Unidos | Intel                | 80486                                                                   |
| ADIRU tolerante a fallas (FT-ADIRU)                                    | Bandera de Estados Unidos | Honeywell            | 1                                                                       |
| SAARU                                                                  |                           |                      | 1                                                                       |
| Sensores AoA                                                           | Bandera de Estados Unidos | Goodrich Corporarion | 2                                                                       |
| TAWS (opción)                                                          | Bandera de Estados Unidos | Honeywell            | EGPWS                                                                   |
| RAAS (opción 2004)                                                     | Bandera de Estados Unidos | Honeywell            | EGPWS                                                                   |
| SmartLanding (opción)                                                  | Bandera de Estados Unidos | Honeywell            | EGPWS MK V                                                              |
| SmartRunway (opción 2009)                                              | Bandera de Estados Unidos | Honeywell            | EGPWS MK V                                                              |
| ACAS II (opción 2007)                                                  | Bandera de Estados Unidos | ACSS                 | TCAS 3000                                                               |
| ACAS II (opción)                                                       | Bandera de Estados Unidos | Honeywell            | CAS-100                                                                 |
| Transpondedor (opción 1996)                                            | Bandera de Estados Unidos | ACSS                 | XS-950                                                                  |
| Transpondedor (opción 2015)                                            | Bandera de Estados Unidos | ACSS                 | NXT-800                                                                 |
| Transpondedor (opción 2007)                                            | Bandera de Estados Unidos | Rockwell Collins     | TPR-901                                                                 |
| Transpondedor (opción 2017)                                            | Bandera de Estados Unidos | Honeywell            | TRA-100B                                                                |
| Computadoras del sistema de gestión de la información del avión (AIMS) | Bandera de Estados Unidos | Honeywell            |                                                                         |
| CPUs del AIMS-1 (original)                                             | Bandera de Estados Unidos | AMD                  | 29050                                                                   |
| CPUs del AIMS-2 (2003)                                                 | Bandera de Estados Unidos | Honeywell            | 29KII                                                                   |

### Propulsión
| Sistema        | País           | Fabricante           | Notas         |
| -------------- | -------------- | -------------------- | ------------- |
| Motor (opción) | Reino Unido    | Rolls-Royce Holdings | 2 × Trent 800 |
| Motor (opción) | Estados Unidos | General Electric     | 2 × GE90      |
| Motor (opción) | Estados Unidos | Pratt & Whitney      | 2 × PW4000    |

## Variantes
| Código OACI | Modelo               |
| ----------- | -------------------- |
| B772        | 777-200/777-200ER    |
| B77L        | 777-200LR/777F       |
| B773        | 777-300              |
| B77W        | 777-300ER            |
| B77x        | 777x (en desarrollo) |

Boeing utiliza dos características para definir las variantes del 777. La primera es el tamaño del fuselaje, que determina el número de pasajeros y cantidad de carga que es capaz de transportar. El 777-200 y sus derivados constituyen el tamaño base. Para 1998, el diseño básico había sido alargado, dando nacimiento al 777-300.
La segunda característica es el alcance. Boeing definió tres segmentos:
- Mercado A: de 7000 a 9500 km[106]
- Mercado B: de 10000 a 14000 km[106]
- Mercado C: más de 14500 km[106]

Estos segmentos también son utilizados para la comparación del 777 con su competencia, el Airbus A340.
Para designar las variantes del 777, se ha definido reducir el modelo (777) y la designación de capacidad (200 o 300), a un número más corto, como 772 o 773. Por ejemplo, a un 777-300ER se le designa como "B77W". Cualquier de estas designaciones se pueden ver en los manuales de los aeronaves o en los horarios de las líneas aéreas.

### 777-200

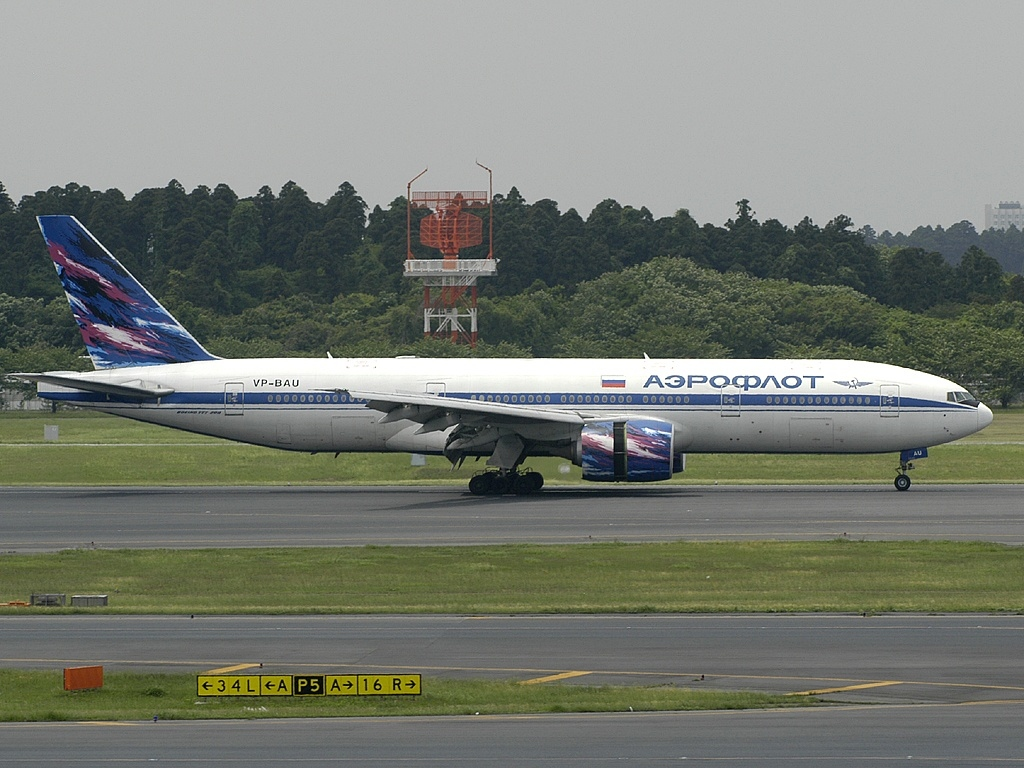
Un Boeing 777-200 de la aerolínea Aeroflot

El 777-200 fue el modelo inicial que salió al mercado. El primero fue entregado a United Airlines el 15 de mayo de 1995. Con un alcance máximo de 5235 millas náuticas (9695 kilómetros), el -200 fue diseñado principalmente a las aerolíneas de vuelos nacionales de Estados Unidos. Nueve aerolíneas diferentes han recibido entre ellas un total de 88 -200, de los cuales, 68 siguen operando El avión de Airbus con el que compite es el A330-300.

### 777-200ER
El 777-200ER («ER» significa Extended Range y está traducido como Alcance prolongado), es la segunda versión en salir al mercado de la serie -200. Originalmente, fue conocido como el 777-200IGW por su aumento de peso bruto. Las mejoras que se le han introducido al -200ER son el aumento de capacidad de combustible y la capacidad de despegar con mayor peso. Tiene un alcance máximo de 7700 millas náuticas (14 300 km.). Además, tiene el récord de distancias sin aterrizar y el de máximo tiempo en una desviación de vuelo. Esta desviación ocurrió el 17 de marzo de 2003 en un vuelo de 255 minutos de United Airlines, con una duración de 192 minutos.
El primer-200ER fue entregado a British Airways el 6 de febrero de 1997. Singapore Airlines, uno de los mayores clientes de este variante, ordenó más de la mitad de sus actuales -200ER con una reducción de las especificaciones del motor de empuje para su uso en las rutas de mediana longitud. Este modelo está capacitado para llevar motores de baja calificación MTOW con menor potencia para el despegue, que reducen el precio de la compra del avión y las tasas de aterrizaje, pero también sirve para rutas de largo recorrido. A partir de enero de 2012, hubo un total de 415 entregas a 33 clientes diferentes de este modelo, por lo que la convierte en la segunda variante del 777 con más entregas a día de hoy tras el -300ER. Hasta de julio de 2011, 428 aviones de esta variante estaban en servicio. El avión Airbus con el que compite es el Airbus A340-300.

### 777-200LR

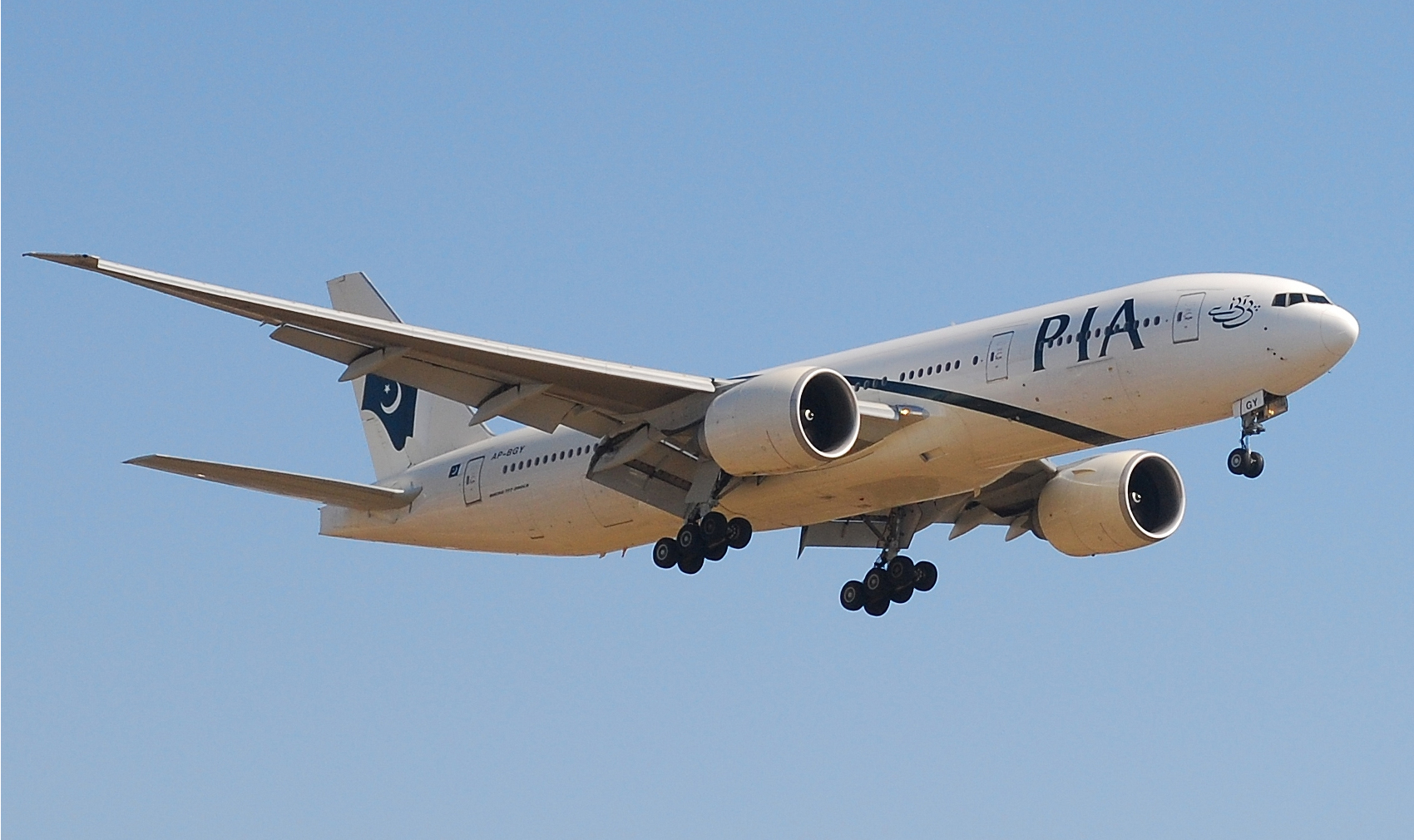
El primer 777-200LR construido, en servicio con la aerolínea Pakistan International Airlines

El 777-200LR ("LR" para "Long Range" o “Alcance mayor”) se convirtió en la aeronave de mayor alcance del mundo cuando estrenó servicio en 2006. Boeing bautizó este avión “WorldLiner” por su habilidad de poder realizar vuelos de ultra largo alcance casi sin excepción, conectar dos aeropuertos en cualquier punto del mundo. Es capaz de volar 9380 millas náuticas (17 370 km) en 18 horas. La versión -200LR fue diseñada para operar rutas de ultra-largo alcance como Los Ángeles a Singapur, o Dallas a Tokio. Además  Qatar Airways usa este equipo para el vuelo Auckland - Doha, el cual es la ruta más larga del mundo.
Este modelo luce un MTOW bastante incrementado debido a tres tanques de combustible auxiliares (opcionales) en el compartimiento de equipaje posterior. Otros nuevos elementos incluyen las puntas de las alas más reclinadas, y un nuevo tren de aterrizaje con refuerzo mayor de su estructura. 

La entrada al servicio del 777-200LR fue en enero de 2006.
El 777-200LR originalmente fue propuesto con la designación 777-100X Hubiera sido una versión más corta del 777-200 análoga al Boeing 747SP. El fuselaje más corto hubiera posibilitado más espacio para los tanques de combustible, así extendiendo el alcance del avión. A razón de una reducción de asientos para pasajeros y siguiendo con un coste de operación igual, representaría un coste por asiento elevado. Con el avenimiento de motores de mayor potencia, el propuesto 777-100X fue reemplazado por el programa 777X, que luego evolucionó al ya conocido 777-200LR.

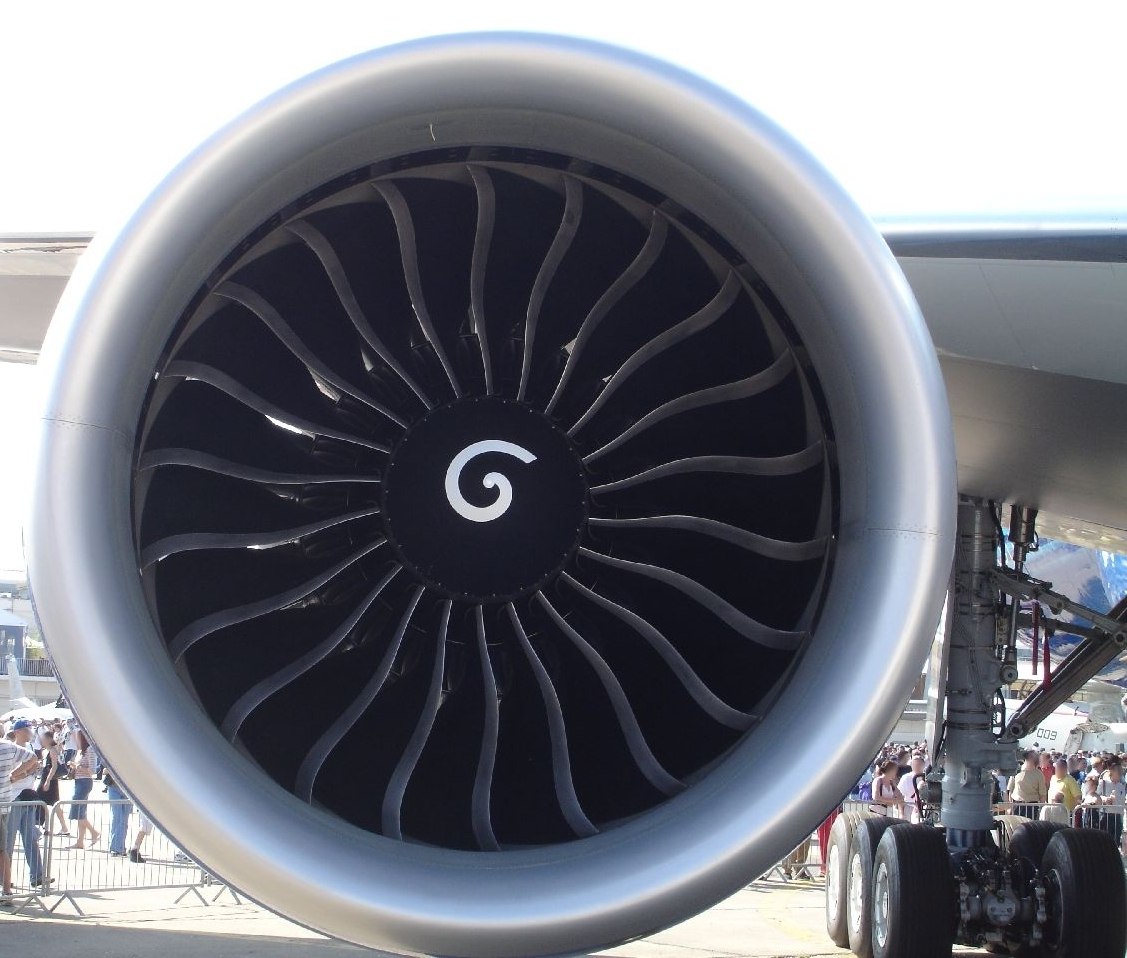
Un reactor GE90 en un 777-200LR.

En noviembre de 2005, un 777-200LR marcó un hito por el vuelo más largo sin escalas de una aeronave de pasajeros, al volar 11 664 millas náuticas (21 602 km). Voló al este (la ruta al oeste es de tan solo 5209 millas náuticas) desde Hong Kong, China, a Londres. La travesía duró 22 horas y 42 minutos. Fue registrado en el libro Guinness y excedió por mucho el alcance promedio de un 777-200LR que se estima en 9450 nmi.
El equivalente más cercano de Airbus es el A340-500, con 700 km de alcance menos que un WorldLiner, pero libre de restricciones ETOPS.

### 777-300

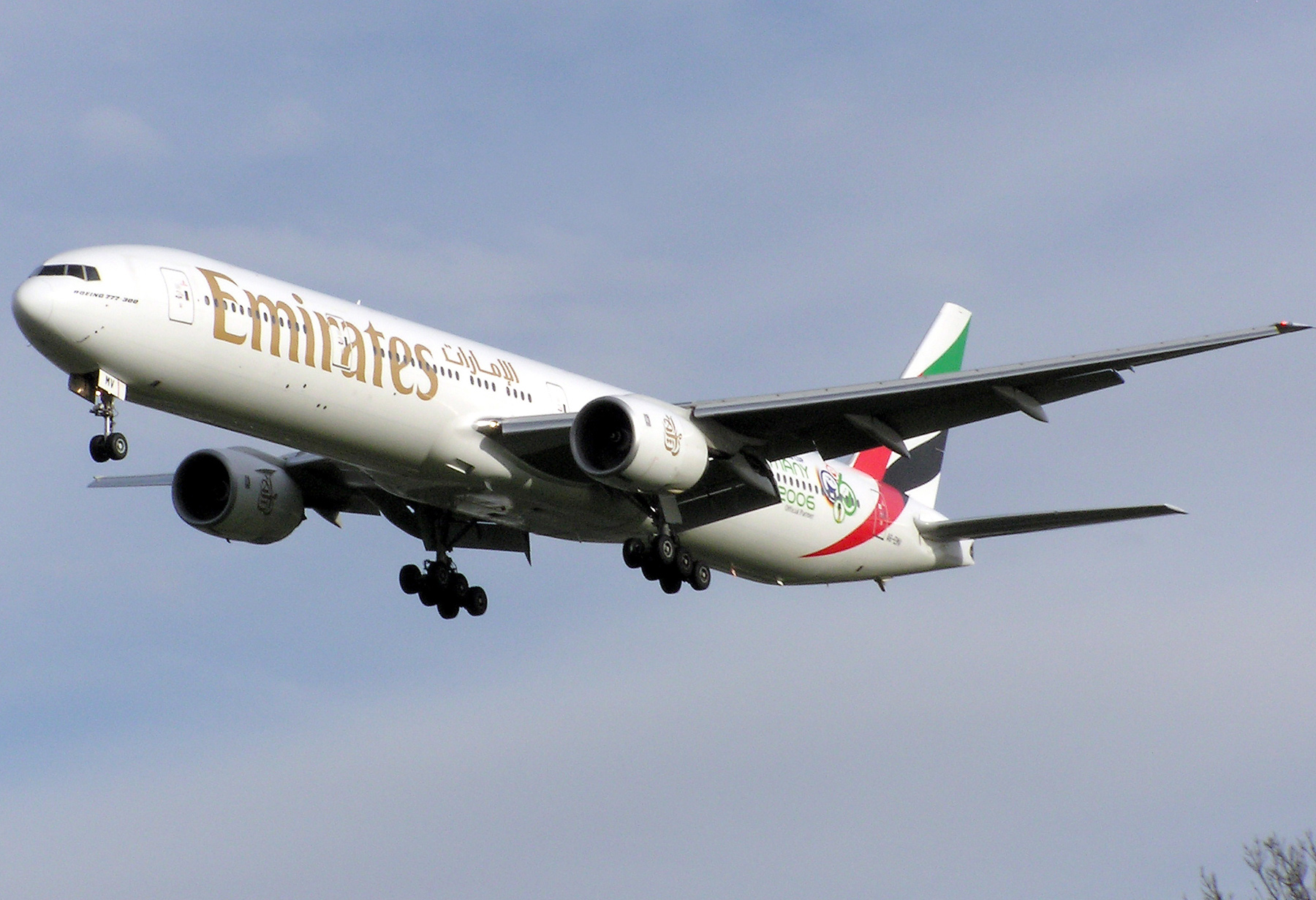
Un Boeing 777-300 de Emirates aterrizando en el aeropuerto de Londres Heathrow

El modelo alargado 777-300 fue diseñado para el “Mercado A”, y para reemplazar los B747-100 y -200. En comparación a los antiguos 747, el 777-300 tiene mayor capacidad de pasajeros, y mayor alcance, mientras consume la tercera parte de combustible y tiene un coste operativo 40% menor.
Luce una longitud adicional de 10,1 metros sobre las medidas base de un 777-200, permitiendo una capacidad de hasta 550 pasajeros en una cabina de una sola clase de alta densidad, y pesa 29 000 libras (13 toneladas) más.
Entró en servicio con Cathay Pacific en mayo de 1998, siendo construidas 60 unidades de este tipo. El alcance típico de operaciones con 368 pasajeros en tres clases es de 6015 millas náuticas (11 135 km). Típicamente utiliza alguno de los siguientes motores: 90000 lf (400 kN) PW4090 turboimpulsores, 92000 lf (409 kN) Trent 892 o General Electric GE90-92Bs, 98000 lf (436 kN) PW-4098s.
Desde la introducción del -300ER en 2004, todas las que líneas que operan el avión han seleccionado la versión ER del modelo -300. Este aeronave no tiene una equivalente en la línea de Airbus, sin embargo el A340-600 se ofrece como un competidor.

### 777-300ER

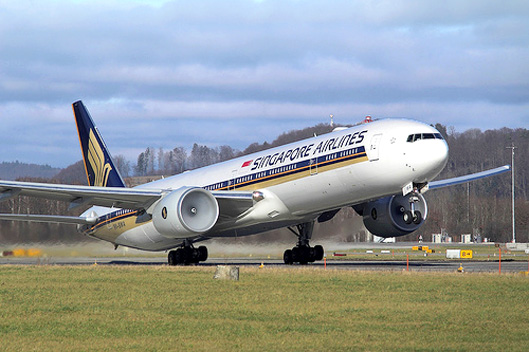
Un 777-300ER de Singapore Airlines

El 777-300ER (“Extended Range”) o (alcance extendido) es la segunda versión con mayor alcance de la línea B777 después del B777-200LR, y contiene muchas modificaciones sobre la base del -300 incluyendo los reactores GE90-115B que son los de la mayor potencia del mundo, con un empuje de 115 300 lbf (513 kN). Otros nuevos elementos son: puntas de las alas reclinadas, un nuevo tren de aterrizaje, tanques de combustible nuevos (2600 galones), un fuselaje fortalecido, nueva sección de cola, y nuevos pilones de los motores y sus cubiertas. Además cuenta con un incrementado MTOW, 775 000 libras versus 660 000 libras del 777-300. El alcance máximo es de 7930 millas náuticas (14 690 km), un 34 % superior al alcance del -300. El programa 777-300ER fue promovido por Air France, aunque por razones políticas Japan Airlines fue anunciado como el cliente de estreno. El primer vuelo del 777-300ER ocurrió el 24 de febrero de 2003. La primera entrega a Air France ocurrió el 29 de abril de 2004.

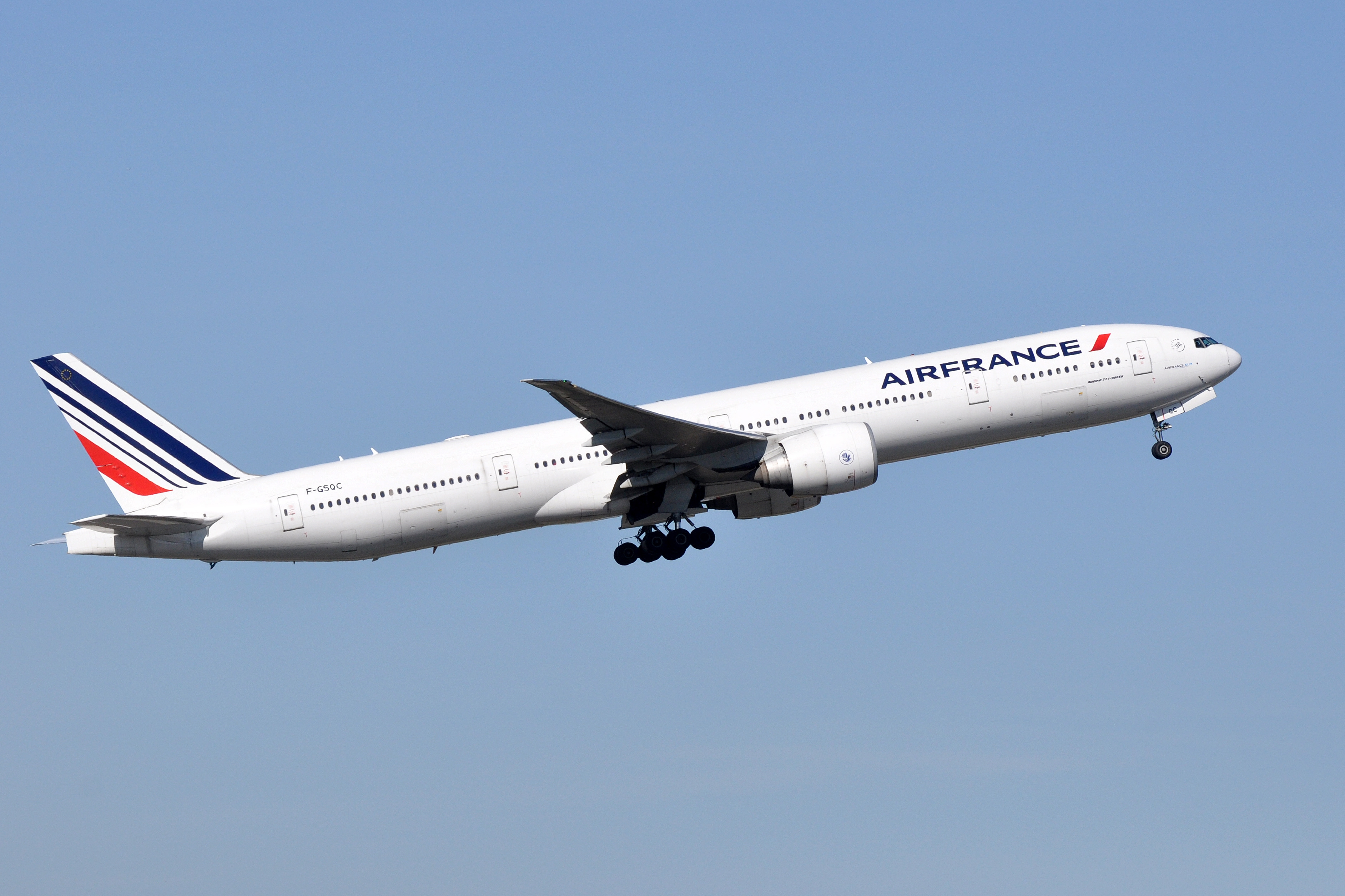
Imagen de un 777-300ER de Air France

Desde que el -300ER fue introducido solo seis años después de la primera entrega de un -300, han existido mucho más pedidos del -300ER sobre los del 300 (más de 400 para el "ER" contra 88 para el -300). El equivalente directo de Airbus es el Airbus A340.
El 777-300ER ha volado con un solo motor por seis horas, 29 minutos (389 minutos) sobre el océano Pacífico, como parte de sus pruebas ETOPS. Se requieren 180 minutos de operación fiable en un solo motor para la certificación ETOPS.

### 777 Freighter

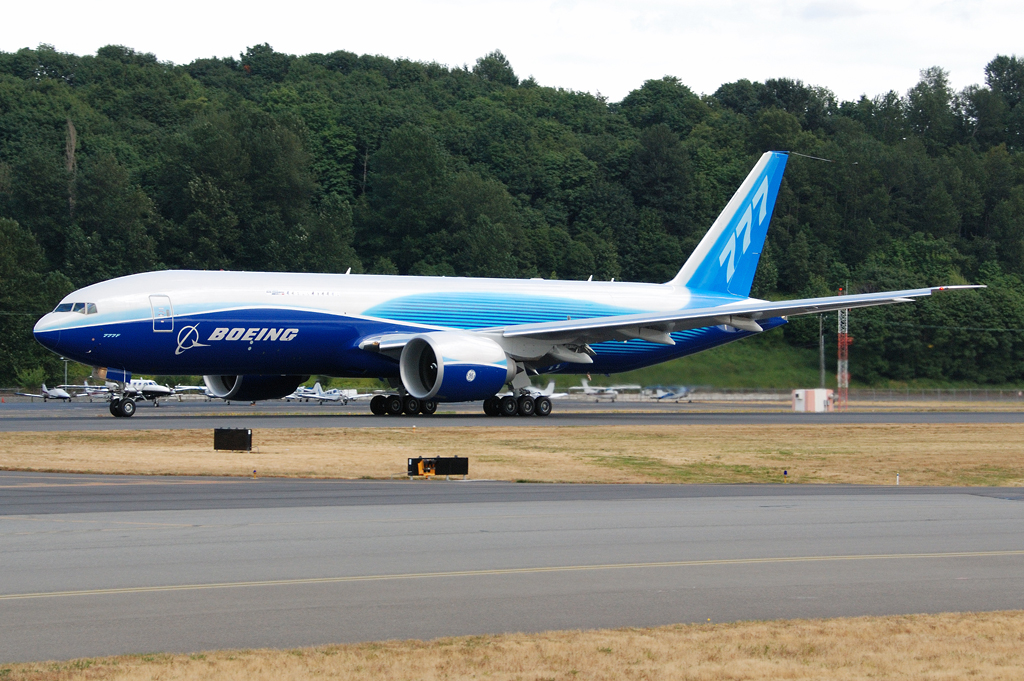
El primer 777F, de Boeing, a punto de despegar en un vuelo de prueba

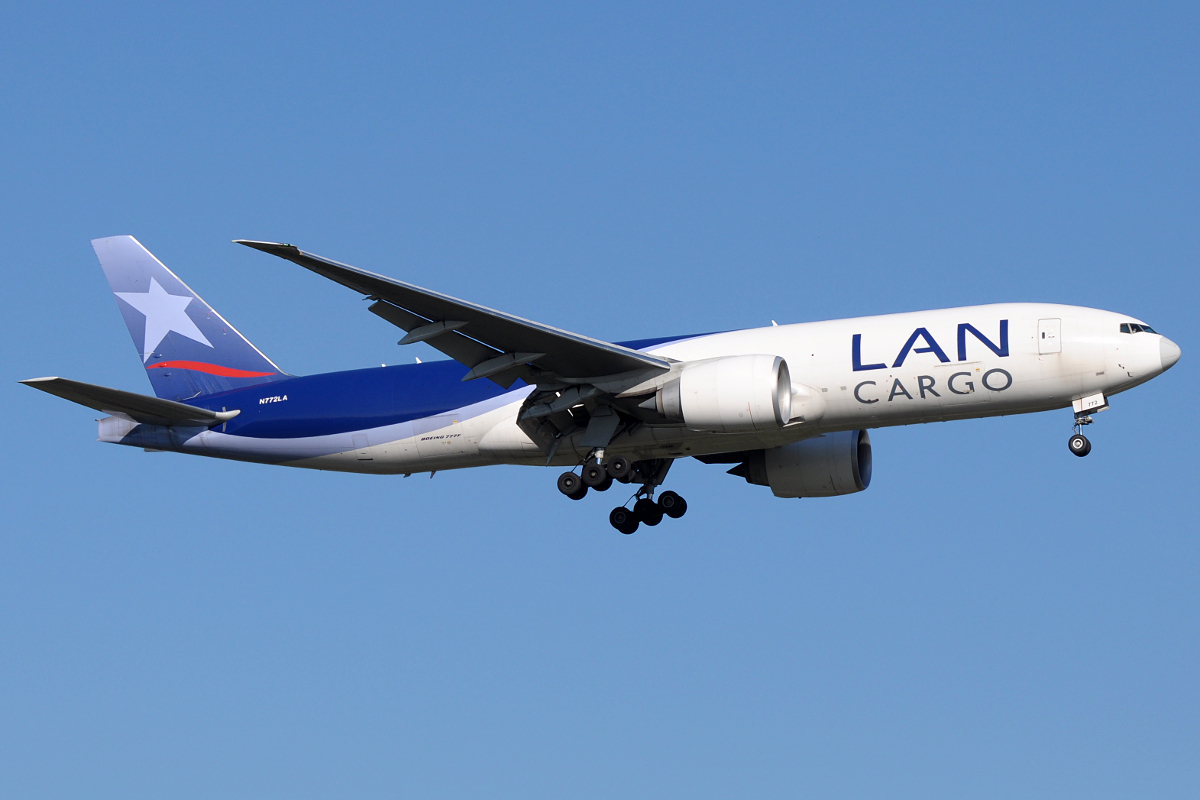
Boeing 777F, de LAN Cargo

El 777 Freighter (777F) es una versión del 777-200 dedicada completamente a carga, y que entró en servicio a finales de 2008. Combina los elementos del 777-200LR y el 777-300ER, utilizando las mejoras estructurales del -200LR y los motores 110.000 lbf (489 kN) GE90-110B1 combinados con los tanques de combustible y armazón inferior del -300ER.
Con una carga máxima de 103 toneladas, la capacidad del 777F se asemeja a la del 747-400F de 112 toneladas. Como el próximo modelo del 747, el Boeing 747-8 ofrecerá una capacidad de carga mayor, Boeing marca el 777F como un punto medio entre este último para reemplazar a los antiguos 747F y otros aviones de carga como el MD-11F.
El 777 conlleva promesas económicas mejoradas en comparación con los mejores aviones de carga de hoy que exceden las 100 toneladas. El 777F tendrá la misma capacidad de combustible máxima que el 777-300ER y tendrá un alcance de 4895 nmi (9065 km) con una carga completa. El alcance se aumenta si carga menos. Como ejemplo, el 777F tiene la capacidad de hacer vuelos transpacíficos sin escalas.
Airbus no tiene ninguna aeronave comparable actualmente, pero tiene dos modelos en desarrollo con especificaciones similares a los del 777F. El A330-200F tendrá menos capacidad de carga, pero será más pequeña y por siguiente será una alternativa más barata. El propuesto A350-900F será un competidor más formidable aunque un poco más pequeño que el 777F. El MD-11F es otro avión comparable pero con menos alcance que el 777F. Cuando el 777F entró en servicio en 2008 es el avión de carga con el alcance más largo del mundo. El 747-400ERF puede llevar más carga y más lejos que el 777F, pero el 747-8 que reemplazará el 747-400ERF tendrá menos alcance en razón de poder llevar más carga.

### 777 Tanker (KC-777)
El KC-777 fue una propuesta de una versión cisterna del 777. En septiembre de 2006, Boeing anunció públicamente que produciría esta versión si la Fuerza Aérea de Estados Unidos (USAF) necesitaba de un avión cisterna más grande que el KC-767 como reemplazo de sus aviones cisterna KC-135 Stratotanker más antiguos. Este avión sería capaz de transportar más carga o personal. Sin embargo, en abril de 2007, en lugar del KC-777, Boeing presentó una nueva versión del KC-767 a la competición KC-X de la USAF, en la que resultó ganador y se convirtió en el Boeing KC-46.

### 777X (8 o 9)
El Boeing 777X es una nueva serie de la familia Boeing 777 que actualmente se encuentra en desarrollo. El 777X tendrá dos variantes; el 777-8X y el 777-9X. El 777X contará con nuevos motores, una nueva ala de material compuesto, y tecnologías del Boeing 787. Tendrá la intención de competir con el Airbus A350, aunque debido a su tamaño y la filosofía de su uso, ya es incluso considerado como el sucesor espiritual del Boeing 747.

## Operadores

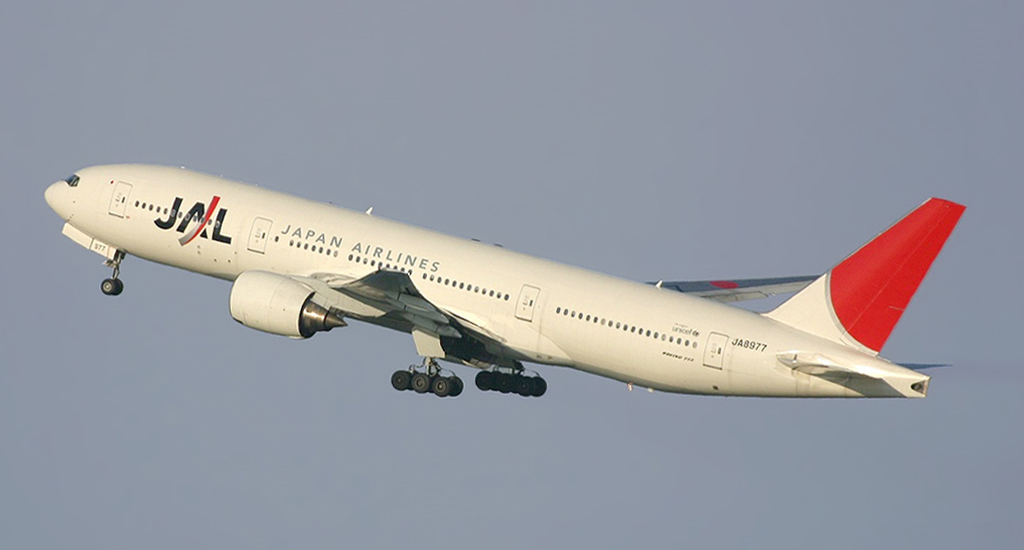
Un Boeing 777-200 de Japan Airlines.

Los principales operadores de este modelo son Emirates, Singapore Airlines, United Airlines y Air France. Desde octubre de 2019, Emirates es la compañía que más unidades tiene, con 155 Boeing 777 en su flota. La compañía con sede en Dubái es el único cliente que ha encargado todas las versiones del 777, incluyendo el -200,-200ER, -300,-300ER, y los modelos cargueros 777F. Uno de los -300ER es el número 1000 construido y el 102 en la flota de Emirates, y este se dio a conocer en una ceremonia de fábrica en marzo de 2012.
Un total de 1456 aviones (de todas las variantes) se encontraban en servicio de diferentes importantes aerolíneas de todo el mundo a mediados de diciembre de 2019, especialmente con:
1. Emirates (134)[126]
2. United Airlines (96)[127]
3. Qatar Airways (92)[128]
4. American Airlines (67)[129]
5. Air France (63)[130]
6. British Airways (59)[131]
7. Cathay Pacific (58)[132]
8. FedEx Express (55)[133]
9. Korean Air (49)[134]
10. All Nippon Airways (46)[135]
11. Turkish Airlines (44)[136]
12. Saudia (41)[137]
13. EVA Air (39)[138]
14. China Southern Airlines (32)[139]
15. KLM (31)[140]
16. Air China (28)[141]
17. Singapore Airlines (27)[142]
18. Air India (27)[143]
19. Air Canada (24)[144]
20. Thai Airways (22)[145]
21. Aeroflot (22)[146]
22. AeroLogic (21)[147]
23. China Eastern Airlines (20)[148]
24. China Airlines (19)[149]
25. Ethiopian Airlines (19)[150]
26. China Cargo Airlines (14)[151]
27. Etihad Airways (14)[152]
28. Japan Airlines (12)[153]
29. Swiss International Air Lines (12)[154]
30. Pakistan International Airlines (12)[155]
31. Lufthansa Cargo (11)[156]
32. Alitalia (11)[157]
33. Emirates SkyCargo (11)[126]
34. Philippine Airlines (10)[158]
35. LATAM Brasil (10)[159]
36. Kuwait Airways (10)[160]
37. Rossiya (9)[161]
38. Southern Air (9)[162]
39. Asiana Airlines (9)[163]
40. Garuda Indonesia (8)[164]
41. EgyptAir (8)[165]
42. Air China Cargo (8)[166]
43. TAAG Angola Airlines (8)[167]
44. Atlas Air (7)[168]
45. Air New Zealand (7)[169]
46. Turkmenistan Airlines (6)[170]
47. Azur Air (6)[171]
48. Austrian Airlines (6)[172]
49. El Al (6)[173]
50. Kalitta Air (5)[174]
51. DHL Air UK (5)[175]
52. Nordwind Airlines (5)[176]
53. Eastern Airlines, LLC (5)[177]
54. China Southern Airlines Cargo (4)[178]
55. Jin Air (4)[179]
56. Biman Bangladesh Airlines (4)[180]
57. Red Wings Airlines (3)[181]
58. Air Peace (3)[182]
59. Kenya Airways (3)[183]
60. Omni Air International (3)[184]
61. Air Austral (3)[185]
62. CMA CGM Air Cargo (2)[186]
63. Central Airlines (2)[187]
64. YunExpress (2)[188]
65. IndiGo Airlines (2)[189]
66. China Postal Airlines (2)[190]
67. AlisCargo Airlines (2)[191]
68. Mavi Gök Airlines (MGA) (1)[192]
69. Air Atlanta Europe (1)[193]
70. Cargojet Airways (1)[194]
71. Azur Air Ukraine (1)[195]
72. Ikar (1)[196]
73. CEIBA Intercontinental (1)[197]
74. Aviation Link Company (1)[198]
75. AirBridge Cargo (1)[199]
76. Alexandria Airlines (1)[200]
77. Azerbaijan Airlines (1)[201]
78. Iraqi Airways (1)[202]
79. White Airways (1)[203]

### Antiguos Operadores

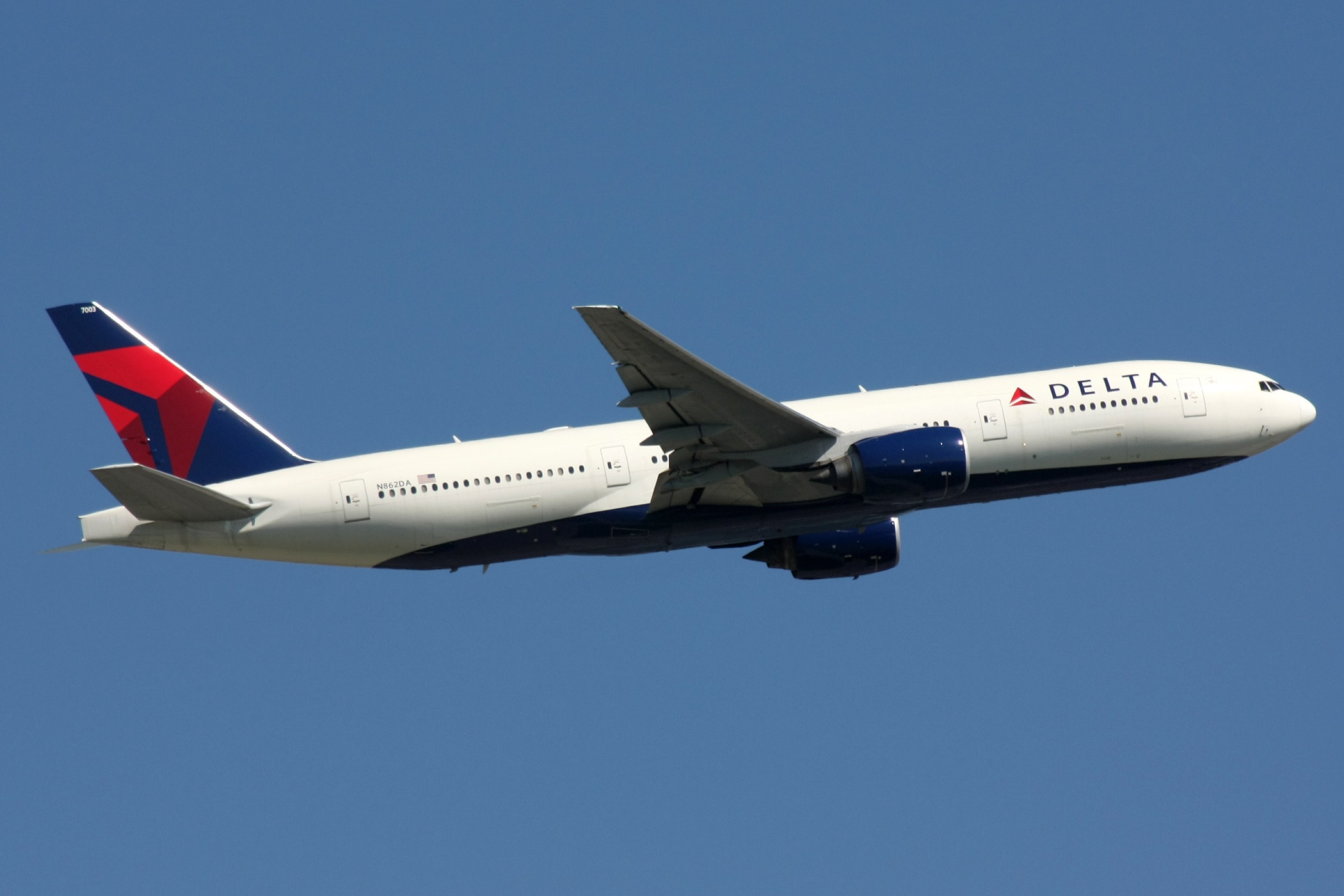
777-200 de Delta Air Lines despegando del aeropuerto de Fráncfort

#### África
Argelia
- Air Algérie (2)[204]

 Madagascar
- Air Madagascar (1)[205]

 Nigeria
- Med-View Airline (2)[206]

#### América
Colombia
- LATAM Cargo (Colombia) (1)[207]

 Chile
- LATAM Chile (2)[208]
- LATAM Cargo Chile (2)[209]

 Estados Unidos
- Delta Air Lines (18)[210]

 México
- Aeroméxico (4)

 Surinam
- Surinam Airways (1)[211]

#### Asia
Baréin
- Gulf Air (4)[212]

 Brunéi
- Royal Brunei Airlines (6)[213]

 Indonesia
- Scoot (6)[214]

 Kuwait
- Kuwait Airways (2)[160]

 Malasia
- Malaysia Airlines (17)[215]

 Rusia
- Royal Flight (3)[216]
- IrAero (3)[217]

 Tailandia
- NokScoot (7)[218]

 Vietnam
- Vietnam Airlines (10)[219]

#### Europa
Bélgica
- ASL Airlines Belgium (3)[220]

 España
- Privilege Style (2)[221]
- Plus Ultra Líneas Aéreas (1)[222]

 Islandia
- Bluebird Nordic (4)[223]

 Reino Unido
- Norwegian Air UK (1)

 Ucrania
- Ukraine International Airlines (3)[224]

#### Oceanía
Australia
- Virgin Australia (5)[225]

## Órdenes y entregas
|           | Órdenes | Órdenes    | Entregas | Entregas | Entregas | Entregas | Entregas | Entregas | Entregas | Entregas | Entregas | Entregas | Entregas | Entregas | Entregas | Entregas | Entregas | Entregas | Entregas | Entregas | Entregas | Entregas | Entregas | Entregas | Entregas | Entregas |
| Modelo    | Total   | Pendientes | Total    | 2017     | 2016     | 2015     | 2014     | 2013     | 2012     | 2011     | 2010     | 2009     | 2008     | 2007     | 2006     | 2005     | 2004     | 2003     | 2002     | 2001     | 2000     | 1999     | 1998     | 1997     | 1996     | 1995     |
| --------- | ------- | ---------- | -------- | -------- | -------- | -------- | -------- | -------- | -------- | -------- | -------- | -------- | -------- | -------- | -------- | -------- | -------- | -------- | -------- | -------- | -------- | -------- | -------- | -------- | -------- | -------- |
| 777-200   | 88      | 0          | 88       |          |          |          |          |          |          |          |          |          |          | 1        |          | 3        | 2        | 1        |          | 3        | 9        | 3        | 10       | 11       | 32       | 13       |
| 777-200ER | 422     | 0          | 422      |          |          |          |          | 4        | 3        |          | 3        | 4        | 3        | 19       | 23       | 13       | 22       | 29       | 41       | 55       | 42       | 63       | 50       | 48       |          |          |
| 777-200LR | 59      | 0          | 59       |          |          |          | 3        | 1        | 1        | 6        | 9        | 16       | 11       | 10       | 2        |          |          |          |          |          |          |          |          |          |          |          |
| 777-300   | 60      | 0          | 60       |          |          |          |          |          |          |          |          |          |          |          | 1        | 4        | 2        | 9        | 6        | 3        | 4        | 17       | 14       |          |          |          |
| 777-300ER | 839     | 72         | 767      | 65       | 88       | 79       | 83       | 79       | 60       | 52       | 40       | 52       | 47       | 53       | 39       | 20       | 10       |          |          |          |          |          |          |          |          |          |
| 777F      | 168     | 30         | 138      | 9        | 11       | 19       | 13       | 14       | 19       | 15       | 22       | 16       |          |          |          |          |          |          |          |          |          |          |          |          |          |          |
| 777X      | 326     | 326        | -        |          |          |          |          |          |          |          |          |          |          |          |          |          |          |          |          |          |          |          |          |          |          |          |
| Total     | 1962    | 428        | 1534     | 74       | 99       | 98       | 99       | 98       | 83       | 73       | 74       | 88       | 61       | 83       | 65       | 40       | 36       | 39       | 47       | 61       | 55       | 83       | 74       | 59       | 32       | 13       |

Información hasta el 31 de diciembre de 2017.

## Incidentes y accidentes
Hasta 2015, el Boeing 777 ha sufrido doce incidentes de aviación, incluyendo cuatro accidentes en los que el avión resultó destruido, y dos secuestros aéreos, resultando en la pérdida de 3 vidas entre pasajeros y tripulantes durante estos sucesos. La primera fatalidad en la que se vio implicado un 777 fue en un incendio ocurrido durante el reabastecimiento de combustible de uno de estos aviones en el Aeropuerto Internacional de Denver el 5 de septiembre de 2001, durante el cual un trabajador del personal de tierra sufrió quemaduras fatales. El avión, operado por British Airways, sufrió daños en los paneles inferiores del ala y la cubierta del motor pero posteriormente fue reparado y puesto de nuevo en servicio.

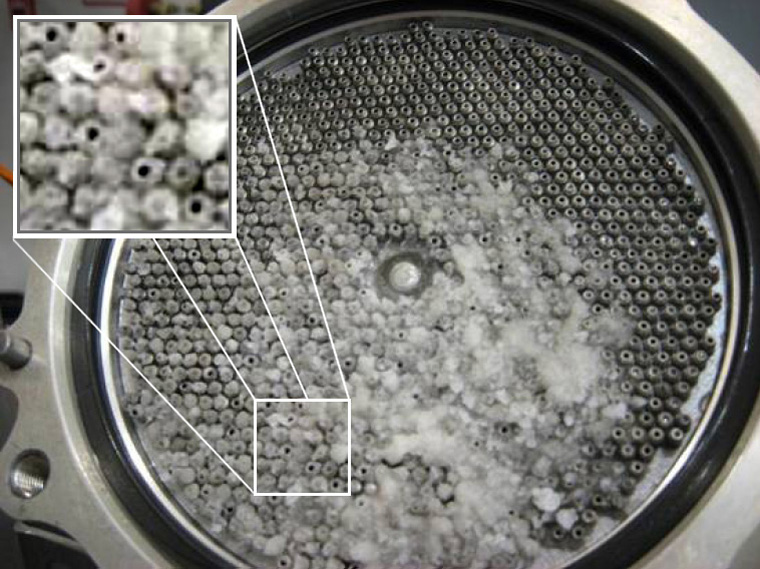
Reproducción en laboratorio de la obstrucción por cristales de hielo en el intercambiador de calor combustible-aceite en un motor Rolls-Royce Trent 800.

El primer accidente en el que se perdió un avión 777 ocurrió el 17 de enero de 2008, cuando el Vuelo 38 de British Airways, un 777-200ER con motores Rolls-Royce Trent 895 que volaba desde Pekín a Londres con 16 tripulantes y 136 pasajeros, realizó un aterrizaje de emergencia aproximadamente 300 metros antes de la pista 27L del Aeropuerto Internacional de Londres Heathrow y se deslizó hacia el umbral de la pista. En el accidente hubo 47 heridos y ningún fallecido. El impacto causó graves daños en el tren de aterrizaje, los encastres alares y los motores del avión, por lo que fue retirado de servicio. Tras la investigación, el accidente fue atribuido a cristales de hielo formados en el sistema de combustible que obstruyeron el intercambiador de calor combustible-aceite (FOHE). Los investigadores del accidente aéreo pidieron que este componente de la serie de motores Trent 800 fuera rediseñado, y el fabricante Rolls-Royce dijo que el nuevo componente debía estar listo para marzo de 2010. Los intercambiadores de calor rediseñados fueron instalados en los 777 de British Airways en octubre de 2009.
- El 24 de agosto de 2004, un 777-312 de Singapore Airlines sufrió una explosión de un motor al despegar del Aeropuerto Internacional de Melbourne. El fallo fue atribuido al desgaste de conductos de alta presión en los motores Rolls-Royce.[238]

- El 1 de marzo de 2005, a un 777-200ER de PIA se le vieron llamas alrededor de su tren de aterrizaje principal izquierdo al aterrizar en el Aeropuerto de Mánchester, Inglaterra. Se evacuó a los pasajeros y a la tripulación, y se controló el incendio. Algunos pasajeros sufrieron heridas leves y la aeronave sufrió daños menores.[239]

- El 1 de agosto de 2005, un 777-200ER de Malaysia Airlines reportó medidas conflictivas de sobrevelocidad y entrada en pérdida después que la aeronave despegara de Perth a Kuala Lumpur, Malaysia. El avión comenzó a inclinarse hacia arriba a 41,000 pies de altitud, y los pilotos se vieron obligados a ejecutar un aterrizaje de emergencia. No hubo heridos.[240][241]

- El 29 de julio de 2011, cuando un 777-200ER de EgyptAir sufrió un incendio en la cabina mientras estaba estacionado en el Aeropuerto Internacional de El Cairo.[242] El avión fue evacuado correctamente sin que se produjeran heridos,[242] y los bomberos del aeropuerto controlaron el fuego.[243] El avión sufrió daños estructurales y fue retirado de servicio.[242][243] Las investigaciones se centraron en un posible fallo eléctrico con una manguera de suministro en el sistema de oxígeno de la tripulación de cabina.[242]

- El 6 de julio del 2013, el vuelo 214 de Asiana Airlines un 777-200 se accidentó al intentar aterrizar en la pista 28L del aeropuerto de San Francisco. El fuselaje de la aeronave se incendió después de impactar contra el borde de la pista, además de desprenderse la cola del aparato, resultando en una pérdida total. Tres personas que se encontraban en la parte trasera murieron debido al impacto en esa parte de la aeronave, otras 181 resultaron heridas. Los investigadores de seguridad aérea descubrieron que fue por un error de los pilotos.

- El 8 de marzo de 2014 a las 2:40, el vuelo 370 de Malaysia Airlines un 777-200 que se dirigía a Pekín perdió contacto con el control de tráfico aéreo, después de despegar de Kuala Lumpur, con 239 pasajeros a bordo. Los últimos datos conocidos del MH370 después de que desapareciese del radar de los controladores aéreos a las 1.19 horas (hora de Kuala Lumpur) menos de una hora después de despegar, consisten en ecos detectados por radares militares (malasios pero también tailandeses) que muestran que el avión dio la vuelta y se dirigió al estrecho de Malaca. Hasta casi ocho horas después se recibieron seis señales del avión en un satélite de la compañía británica Inmarsat que permitieron dibujar dos posibles trayectorias (una al norte hacia Asia central y otra al sur del Índico) como posibles últimas localizaciones del aparato, usando análisis de frecuencias por efecto Doppler. A principios de agosto de 2015 un pescador de la Isla de La Reunión -Océano Índico- halló unos restos que podrían ser del fuselaje del aparato.

- El 17 de julio de 2014, el vuelo 17 de Malaysia Airlines un 777-200ER que se dirigía desde Ámsterdam hacia Kuala Lumpur perdió contacto con el control de tráfico aéreo a las 14:15 (Hora Local). Luego se confirmó la noticia, de que el avión con 283 pasajeros y 15 tripulantes se había estrellado en la villa de Grabovo en la zona ucraniana de Shajtarsk en el Área de Donetsk, a 40 kilómetros de la frontera con Rusia, producto de un alcance de un misil, del cual todavía no se sabe su procedencia. En agosto de 2015 técnicos holandeses encontraron en la zona del impacto restos que podrían ser de un misil de fabricación rusa.

- El 9 de septiembre de 2015, un 777-200 de British Airways se incendió en la pista de aterrizaje, a las 16:14 hora local, en el Aeropuerto Internacional Harry Reid, el vuelo BA2276, que se dirigía a Aeropuerto de Londres Gatwick, debió abortar el despegue tras incendiarse el motor izquierdo y la parte baja del avión, la aeronave tenía 159 pasajeros y 13 tripulantes a bordo, el aparato fue evacuado a tiempo, pese a eso, al menos 12 personas fueron llevadas a un hospital cercano y los demás fueron llevados a la terminal, la pista en la que se encontraba el B777 fue cerrada, pero las otras tres continuaron en operación, el aeródromo de Las Vegas también suspendió sus operaciones, varios pasajeros explicaron que momentos antes de evacuar a través de las rampas hinchables habían notado un olor a quemado al interior de la cabina. El incidente todavía está en investigación.[actualizar]

- El 3 de agosto de 2016, un 777-300ER del Vuelo 521 de Emirates se estrelló en el Aeropuerto Internacional de Dubái y estalló en llamas tras detenerse en la pista, todas las 300 personas a bordo evacuaron a tiempo y solo 14 personas resultaron heridas aunque se reportó la muerte de un bombero que intentaba extinguir las llamas, según la investigación el accidente fue debido a un error operacional del vuelo y la cizalladura de viento[244][245][246]

- El 22 de noviembre de 2019, el vuelo 113 de Philippine Airlines, un 777-300ER, tuvo que aterrizar de emergencia en el Aeropuerto internacional de Los Ángeles debido a un incendio en el motor derecho. No se reporta ningún pasajero herido.

- El 20 de febrero del 2021, el vuelo 328 de United Airlines, Un 777-200 que llevaba la ruta Denver-Honolulu tuvo que regresar al Aeropuerto Internacional de Denver, Colorado debido a que uno de los motores Pratt & Whitney PW4000 (el del lado derecho) explotó en pleno vuelo, dejando a varios pasajeros asustados, y algunas partes del motor de la aeronave estuvieron cayendo en algunos suburbios cercanos por los cuales pasaba tal aeronave. Después del suceso la NTSB no ha terminado la investigación por lo cual la causa de la explosión es desconocida, pero los 231 pasajeros y tripulación a bordo salieron ilesos, mientras que la aeronave está en reparación. Debido a unos cuantos videos y fotos tomadas por pasajeros a bordo y/o personas fuera del avión el incidente se hizo viral y fue reconocido mundialmente. Debido a este incidente, varios 777-200 con el mismo tipo de motor fueron retirados temporalmente hasta nuevo aviso.

## Especificaciones
|                                                | 777-200                                                   | 777-200ER                                                 | 777-200LR                                                 | 777 Freighter                                             | 777-300                                                                                           | 777-300ER                                                 |                    |
| ---------------------------------------------- | --------------------------------------------------------- | --------------------------------------------------------- | --------------------------------------------------------- | --------------------------------------------------------- | ------------------------------------------------------------------------------------------------- | --------------------------------------------------------- | ------------------ |
| Tripulación técnica                            | Dos pilotos                                               | Dos pilotos                                               | Dos pilotos                                               | Dos pilotos                                               | Dos pilotos                                                                                       | Dos pilotos                                               |                    |
| Capacidad de pasajeros                         | 440 (máxima)                                              | 440 (máxima)                                              | 440 (máxima)                                              | N/A (carga)                                               | 3-class seats[173] 305 (24F/54J/227Y) 368 (30F/84J/254Y) 365 (22F/70J/273Y) 301 (16F/58J/227Y)[b] | 2-class seats[178] 313 396 317                            | Limite 440 550 440 |
| Longitud                                       | 63,7 m                                                    | 63,7 m                                                    | 63,7 m                                                    | 63,7 m                                                    | 73,9 m                                                                                            | 73,9 m                                                    |                    |
| Envergadura                                    | 60,9 m                                                    | 60,9 m                                                    | 64,8 m                                                    | 64,8 m                                                    | 60,9 m                                                                                            | 64,8 m                                                    |                    |
| Flecha de alas                                 | 31,64°                                                    | 31,64°                                                    | 31,64°                                                    | 31,64°                                                    | 31,64°                                                                                            | 31,64°                                                    |                    |
| Altura de cola                                 | 18,5 m                                                    | 18,5 m                                                    | 18,6 m                                                    | 18,6 m                                                    | 18,5 m                                                                                            | 18,5 m                                                    |                    |
| Anchura de cabina                              | 5,87 m                                                    | 5,87 m                                                    | 5,87 m                                                    | 5,87 m                                                    | 5,87 m                                                                                            | 5,87 m                                                    |                    |
| Anchura de fuselaje                            | 6,20 m                                                    | 6,20 m                                                    | 6,20 m                                                    | 6,20 m                                                    | 6,20 m                                                                                            | 6,20 m                                                    |                    |
| Capacidad de carga máxima                      | 162 m³ 32× contenedores LD3                               | 162 m³ 32× contenedores LD3                               | 162 m³ 32× contenedores LD3                               | 653 m³ 37× palets                                         | 216 m³ 44× contenedores LD3                                                                       | 216 m³ 44× contenedores LD3                               |                    |
| Peso vacío                                     | 134.800 kg                                                | 138 100 kg                                                | 145 150 kg                                                | 144 400 kg                                                | 160 500 kg                                                                                        | 167 800 kg                                                |                    |
| Peso máximo al aterrizaje                      | 201 840 kg                                                | 213 180 kg                                                | 223 168 kg                                                | 260 816 kg                                                | 237 680 kg                                                                                        | 251 290 kg                                                |                    |
| Peso máximo al despegue (MTOW)                 | 247 200 kg                                                | 297 550 kg                                                | 347 500 kg                                                | 347 800 kg                                                | 299 370 kg                                                                                        | 351 500 kg                                                |                    |
| Velocidad de crucero normal                    | Mach 0,84 (905 km/h) a una altitud de crucero de 11 000 m | Mach 0,84 (905 km/h) a una altitud de crucero de 11 000 m | Mach 0,84 (905 km/h) a una altitud de crucero de 11 000 m | Mach 0,84 (905 km/h) a una altitud de crucero de 11 000 m | Mach 0,84 (905 km/h) a una altitud de crucero de 11 000 m                                         | Mach 0,84 (905 km/h) a una altitud de crucero de 11 000 m |                    |
| Velocidad de crucero máxima                    | Mach 0,89 (950 km/h) a una altitud de crucero de 11 000 m | Mach 0,89 (950 km/h) a una altitud de crucero de 11 000 m | Mach 0,89 (950 km/h) a una altitud de crucero de 11 000 m | Mach 0,89 (950 km/h) a una altitud de crucero de 11 000 m | Mach 0,89 (950 km/h) a una altitud de crucero de 11 000 m                                         | Mach 0,89 (950 km/h) a una altitud de crucero de 11 000 m |                    |
| Alcance máximo (con capacidad de carga máxima) | 9700 km                                                   | 14 310 km                                                 | 17 370 km                                                 | 9070 km                                                   | 11 120 km                                                                                         | 14 690 km                                                 |                    |
| Distancia de despegue (MTOW, ISA+15 MSL)       | 2530 m                                                    | 3570 m                                                    | 2970 m                                                    | 2990 m                                                    | 3380 m                                                                                            | 3200 m                                                    |                    |
| Capacidad de combustible máxima                | 117 348 l                                                 | 171 176 l                                                 | 181 283 l                                                 | 181 283 l                                                 | 171 176 l                                                                                         | 181 283 l                                                 |                    |
| Techo de vuelo                                 | 13 140 m (43 100 ft)                                      | 13 140 m (43 100 ft)                                      | 13 140 m (43 100 ft)                                      | 13 140 m (43 100 ft)                                      | 13 140 m (43 100 ft)                                                                              | 13 140 m (43 100 ft)                                      |                    |
| Motores (×2)                                   | - P&W PW4077 o - RR Trent 877 o - GE GE90-77B             | - P&W PW4090 o - RR Trent 895 o - GE GE90-94B             | - GE GE90-110B o - GE GE90-115B                           | - GE GE90-110B o - GE GE90-115B                           | - P&W PW4098 o - RR Trent 892 o - GE GE90-92B/GE90-94B                                            | GE GE90-115B                                              |                    |
| Empuje (×2)                                    | PW: 342 kN RR: 338 kN GE: 342 kN                          | PW: 400 kN RR: 415 kN GE: 417 kN                          | GE −110B: 490 kN GE −115B: 514 kN                         | GE −110B: 490 kN GE −115B: 514 kN                         | PW: 436 kN RR: 415 kN GE: 409/418 kN                                                              | GE: 514 kN                                                |                    |

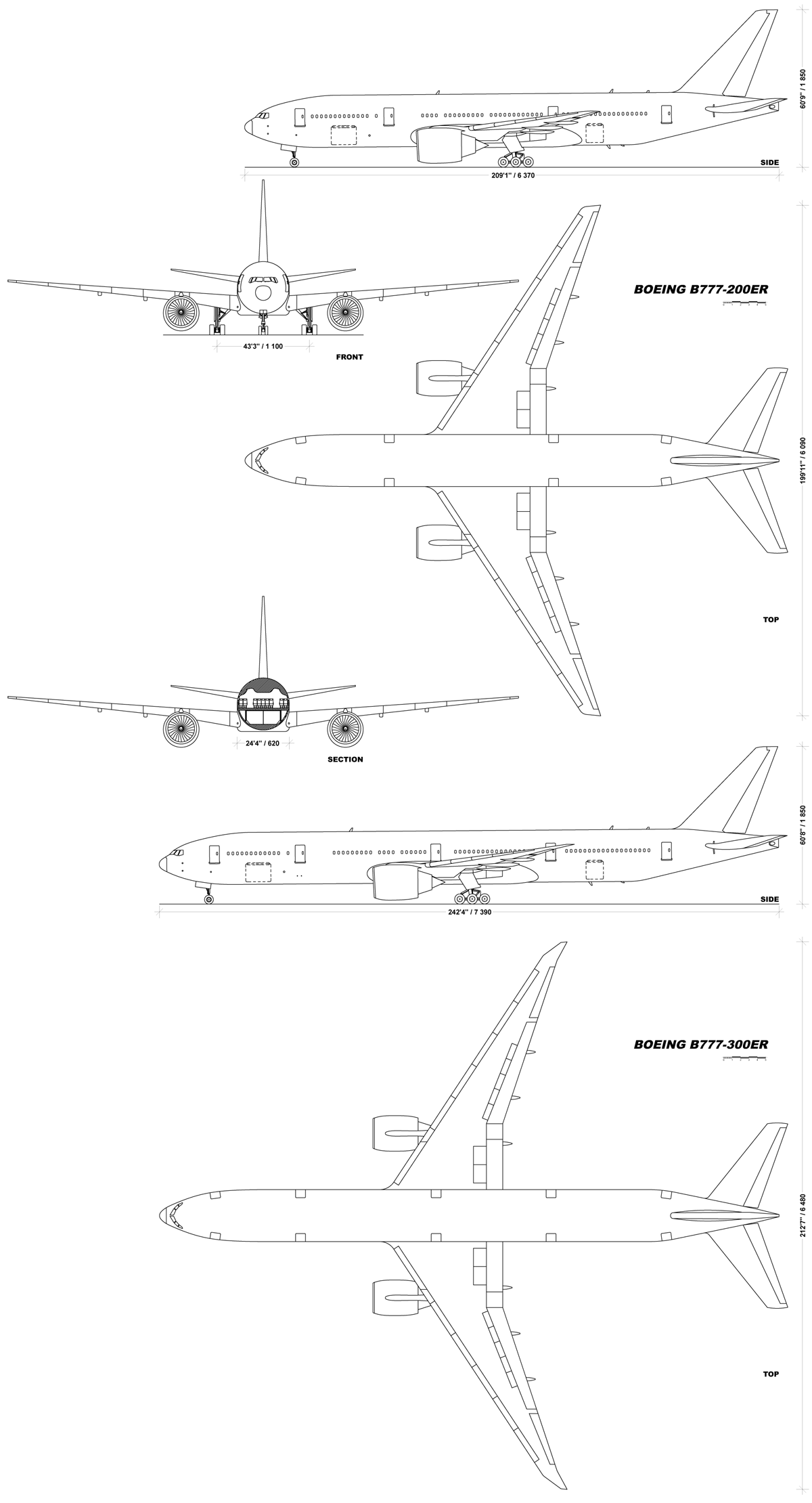
Geometría descriptiva del 777-200ER y el −300ER.

Fuentes: Información técnica del 777 en Boeing.com, Frawley 2003, Información técnica de la serie Trent 800 en Rolls-royce.com

### Desarrollos relacionados
- Boeing 7J7

### Aeronaves similares
- Airbus A330-300
- Airbus A340
- Airbus A350
- Ilyushin Il-96
- McDonnell Douglas MD-11

### Secuencias de designación
- Aviones comerciales a reacción de Boeing: 707 • 717 • 720 • 727 • 737 • 747 • 757 • 767 • 777 • 787